# Biserica fortificată din Seleuș (Daneș)

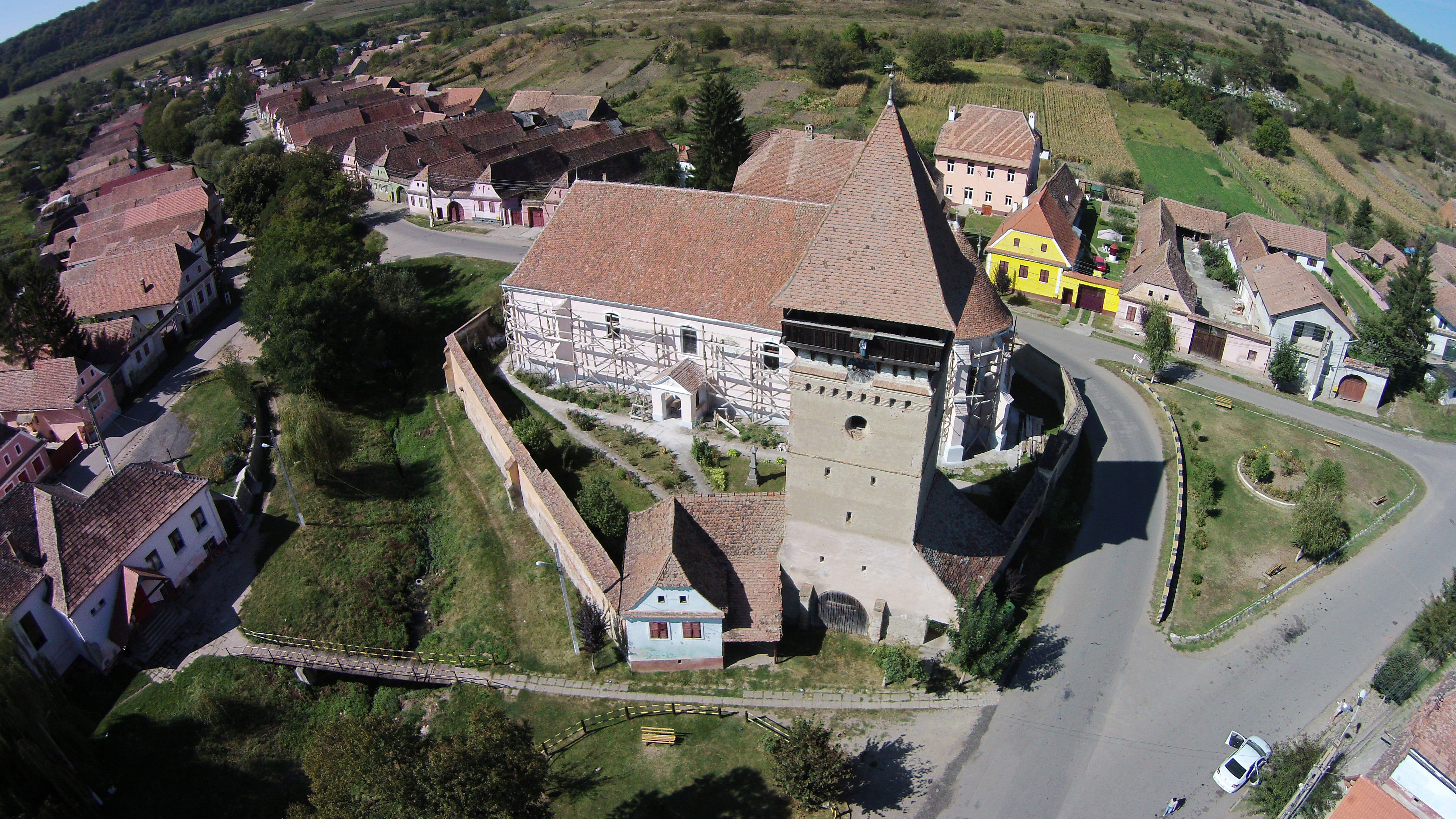
Ansamblul bisericii evanghelice fortificate din Seleuș, comuna Daneș (vedere aeriană)

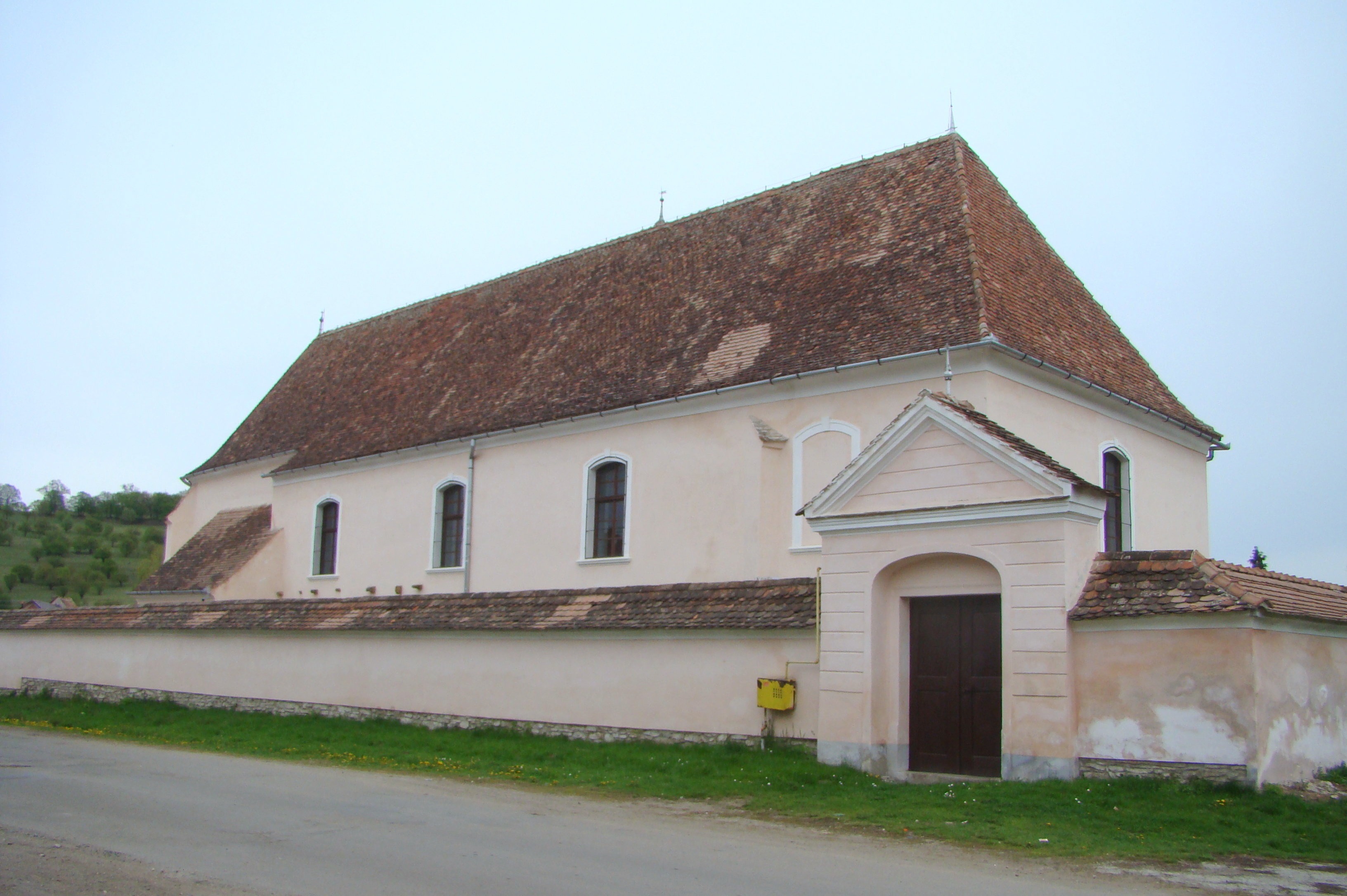
Biserica sală în stil gotic târziu, care a fost înconjurată la 1500 de un zid de apărare de formă neregulată

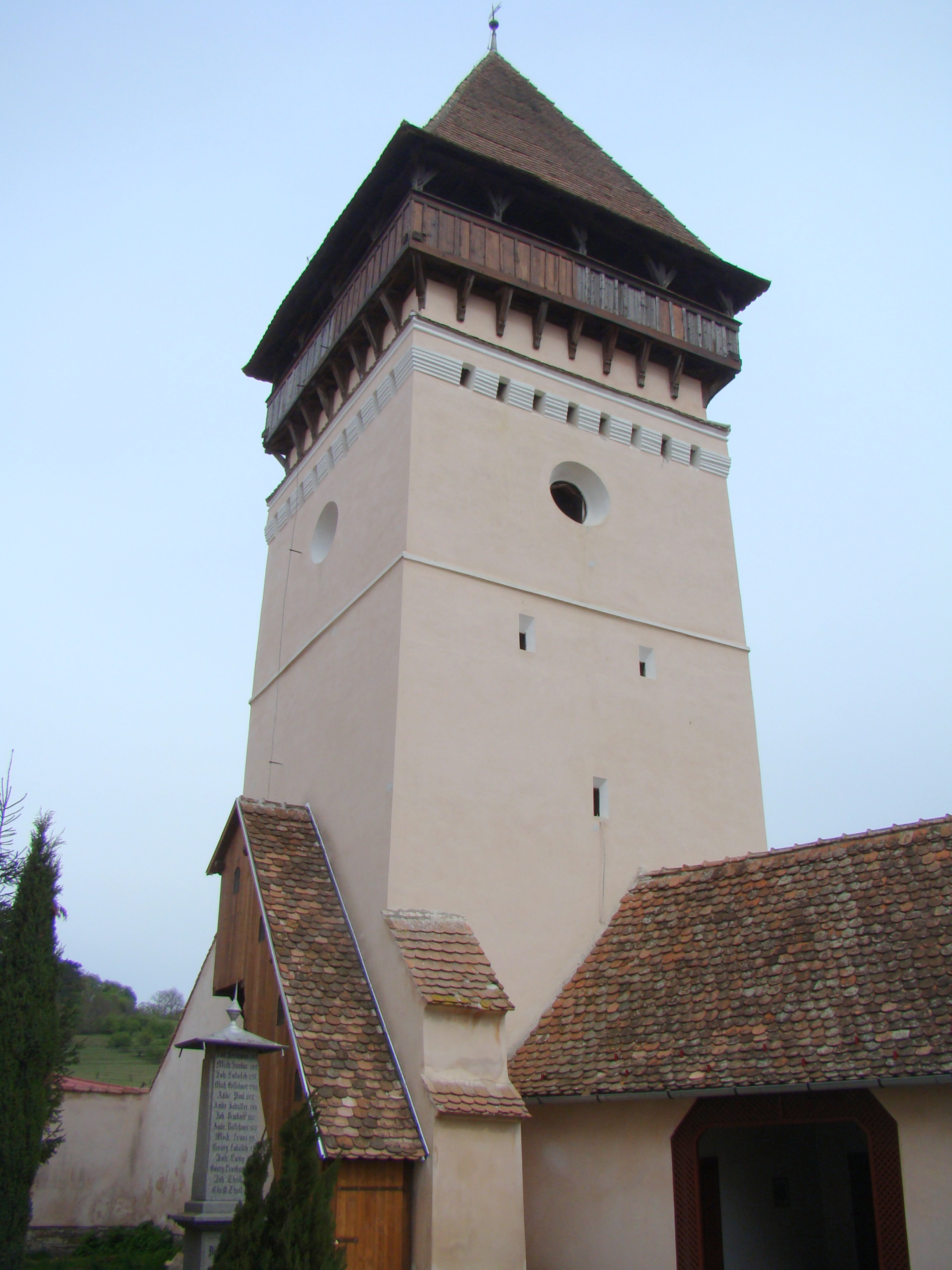
Pe partea de sud se află impozantul turn de poartă, care servește în același timp și de clopotniță.

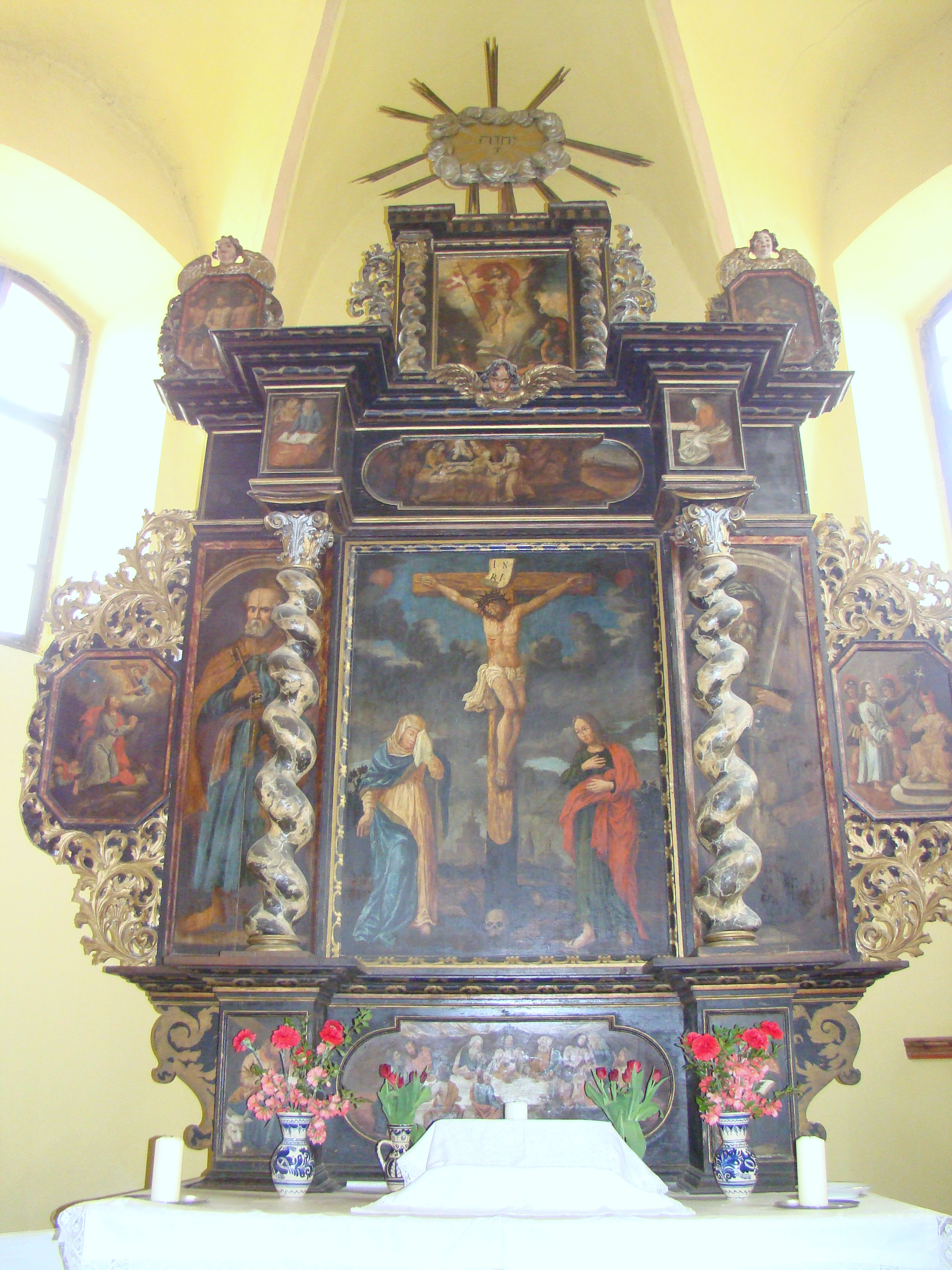
Altarul realizat încă din 1713 de către pictorul sighișorean Andreas Hermann

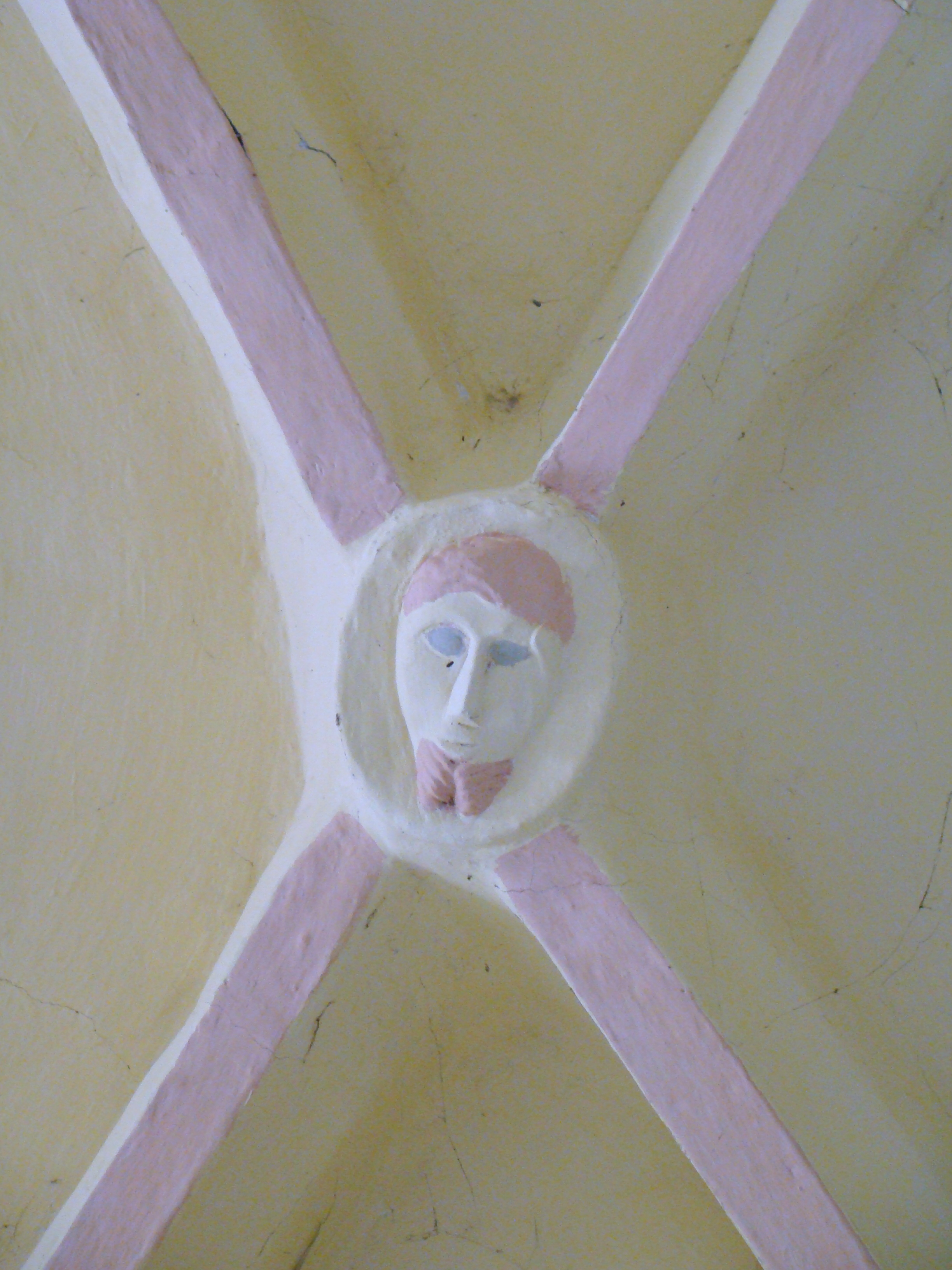
Cheie de boltă

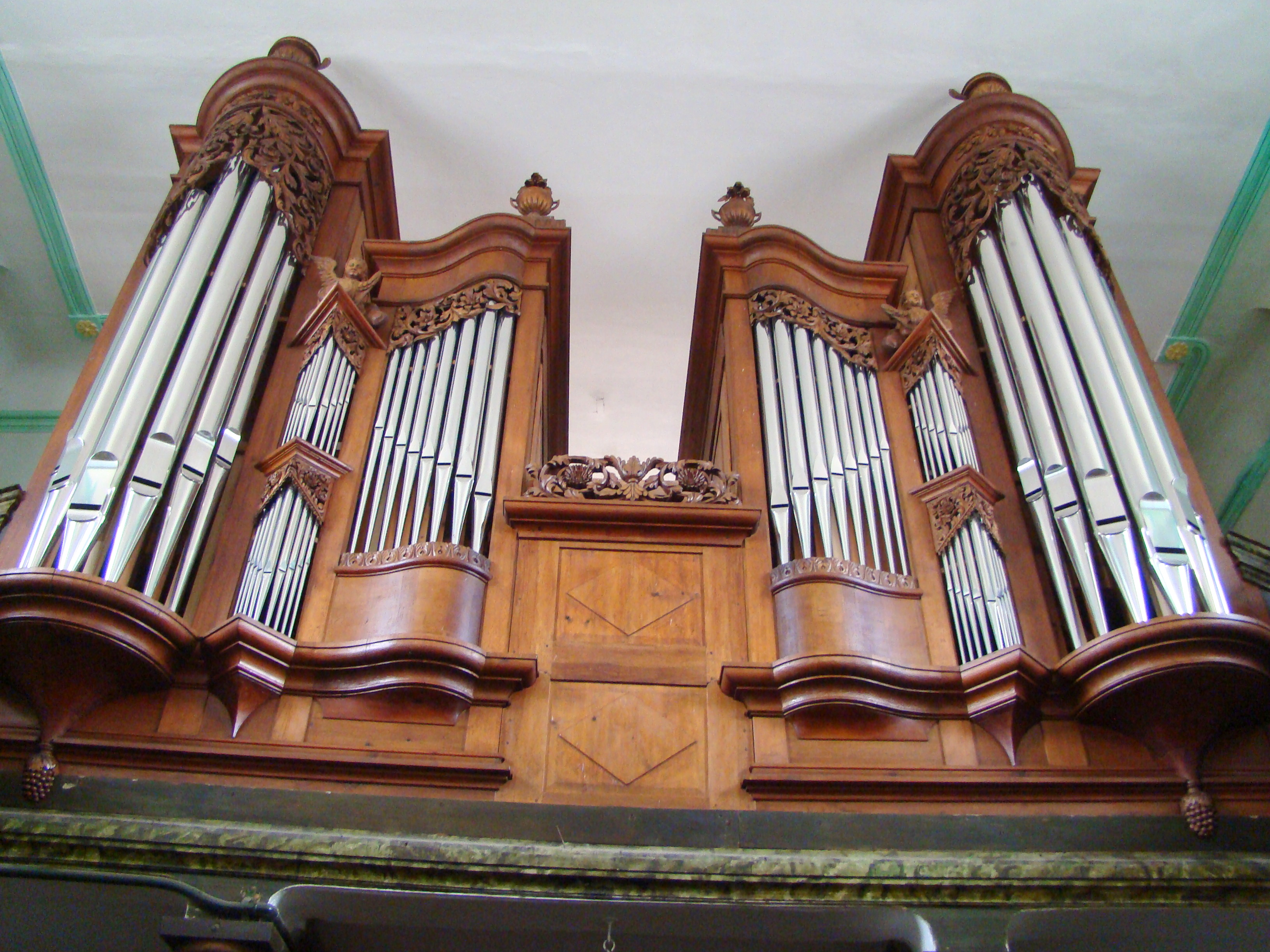
Orga bisericii, construită în anul 1843 de Peter și Carl Schneider și restaurată în anul 2017

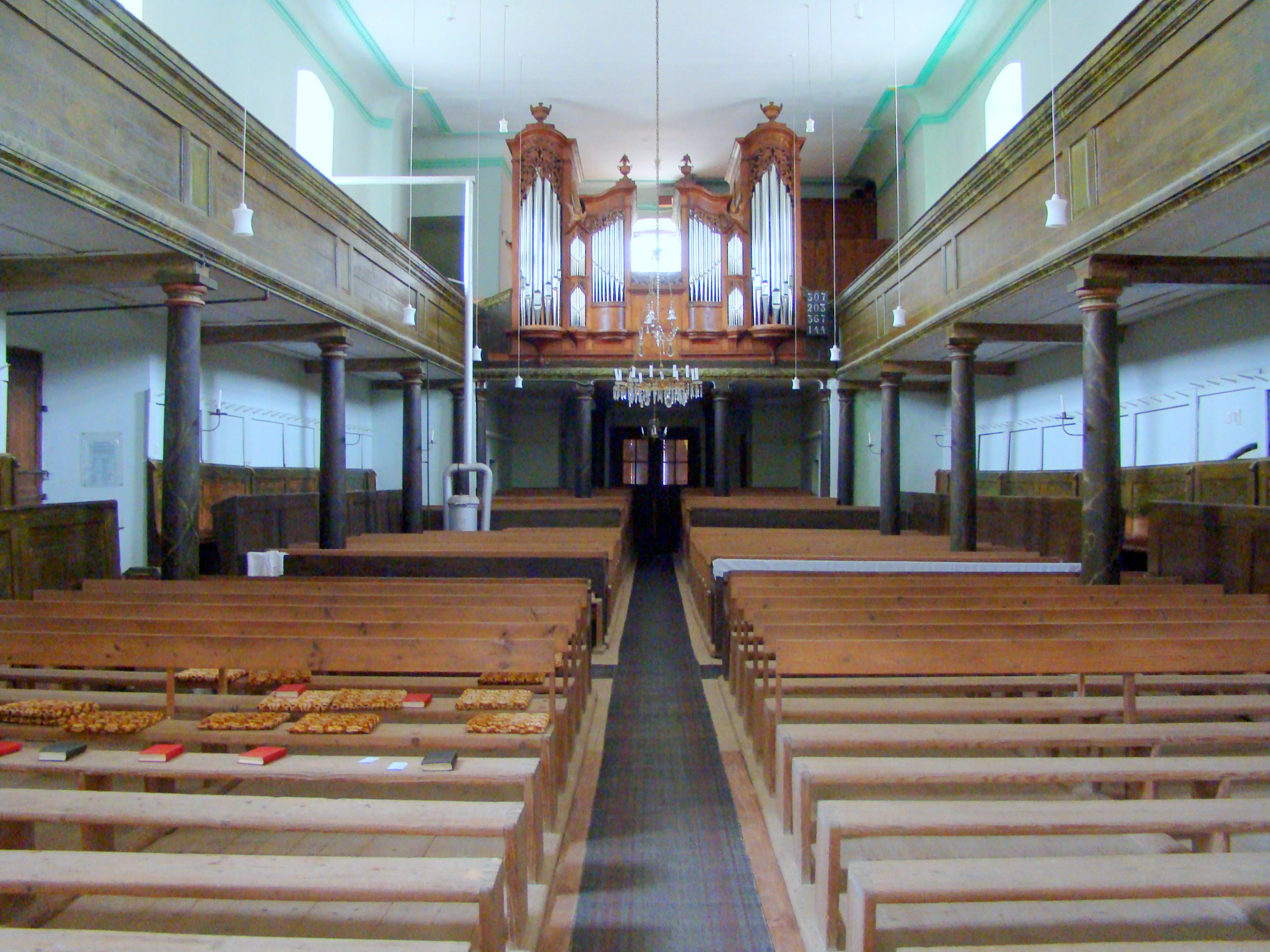
Interiorul bisericii-sală, cu tribuna de lemn desfăşurată pe trei laturi şi susţinută de coloane.

Biserica evanghelică fortificată din Seleuș (Daneș) este un ansamblu de monumente aflat pe teritoriul satului Seleuș, comuna Daneș.

## Localitatea
Seleuș, mai demult Seleușul Mare (în dialectul săsesc Grisz-Alesch, Grîsâleš, în germană Groß-Alisch, în maghiară Keménynagyszőllős, Nagyszőllős, Szőllős) este un sat în comuna Daneș din județul Mureș, Transilvania, România. Prima mențiune documentară a localității, aflată într-o vale laterală a Târnavei Mari, datează din anul 1348. Aflat inițial pe pământ nobiliar, spre sfârșitul secolului al XIV-lea Seleușul devine sat liber în Scaunul Sighișoara.

## Biserica
Biserica sală, care are hramul Sfântul Ladislau, este atestată documentar în 1476. La începutul secolului al XVI-lea au avut loc ample lucrări de fortificare, cu un zid de incintă cu un plan poligonal neregulat și un turn de poartă masiv, la sud de biserică, cu drum de strajă deschis și acoperiș piramidal. În secolul al XIX-lea biserica a fost lărgită spre vest. Altarul baroc datează din 1713 și a fost realizat în atelierul lui Andreas Hermann din Sibiu. Amvonul și cristelnița datează din anul 1823, iar orga din anul 1844. Cele două clopote din turnul clopotniță au fost turnate în secolul XV.
Fortificațiile au fost dărâmate în secolul XIX, iar în loc s-a construit zidul de 2 m înălțime.

## Vezi și
- Seleuș (Daneș), Mureș

## Imagini din exterior

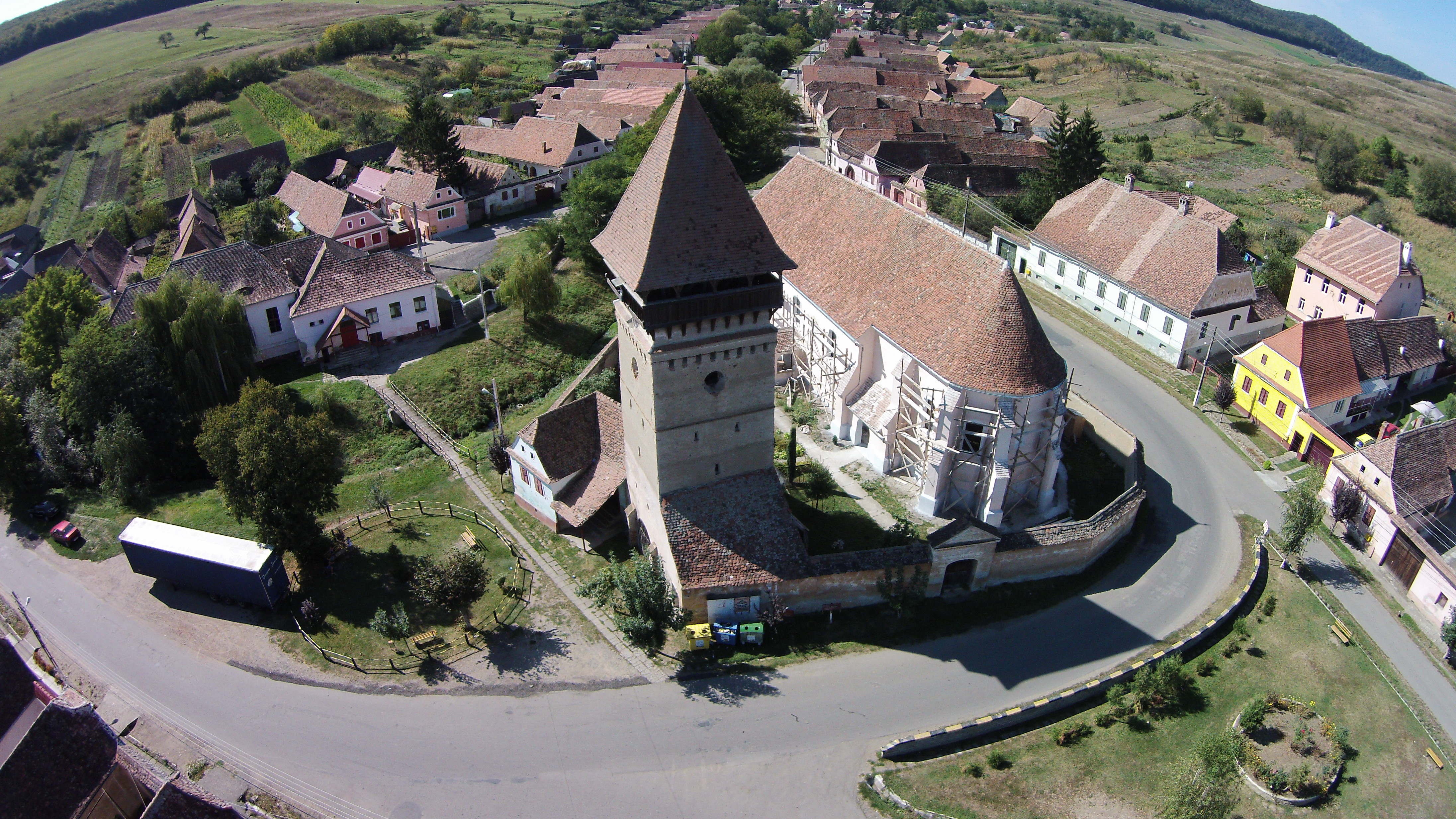
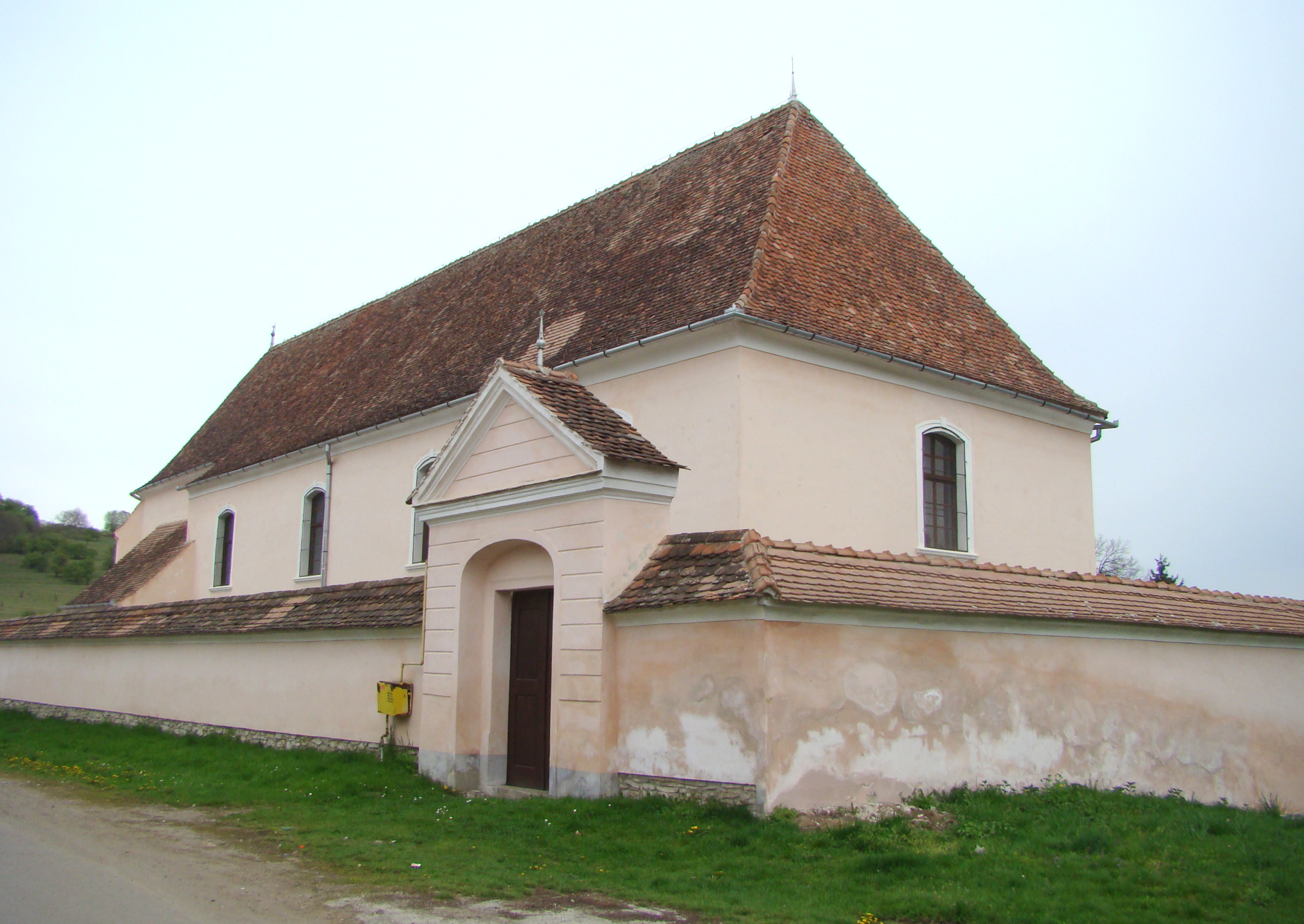
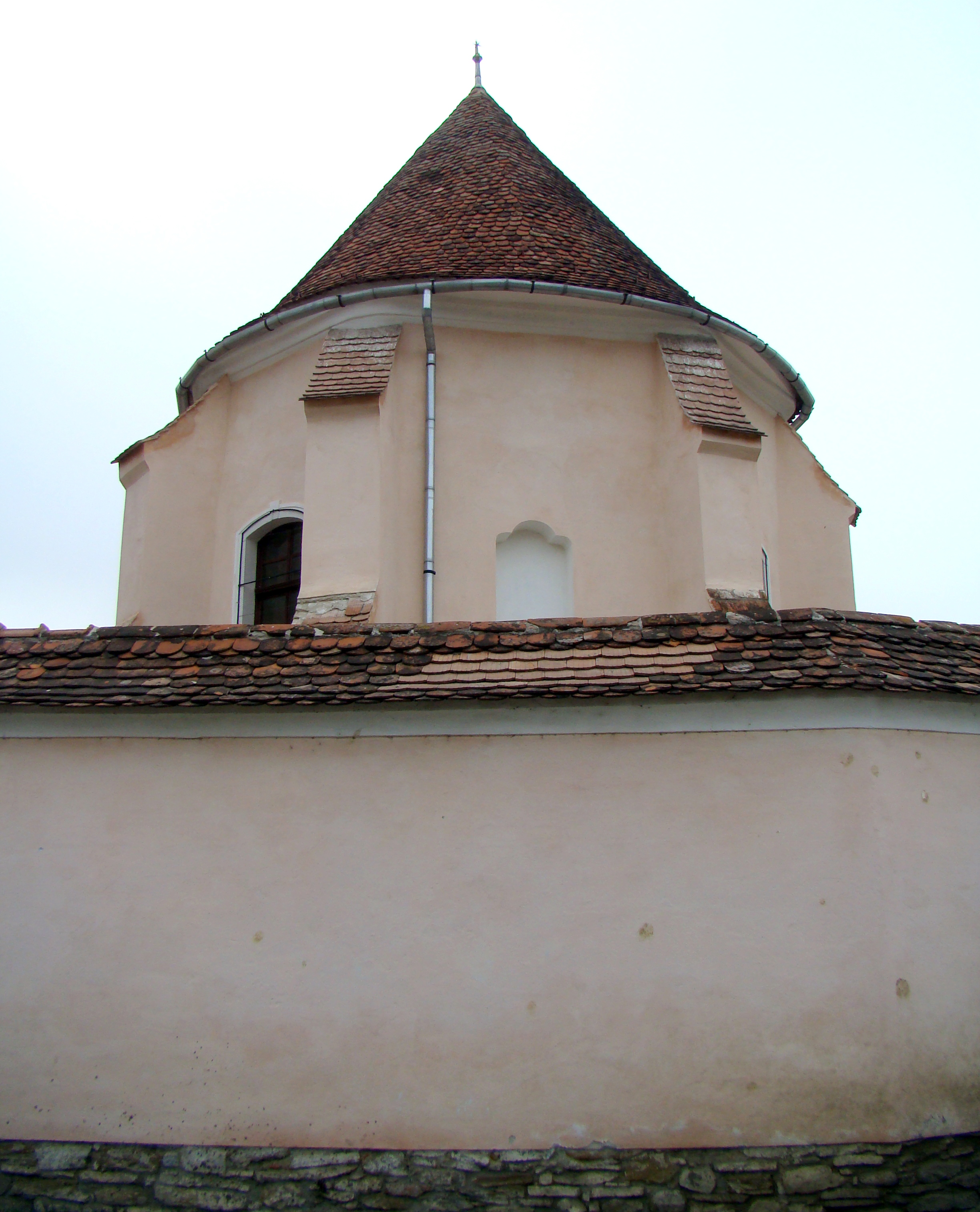
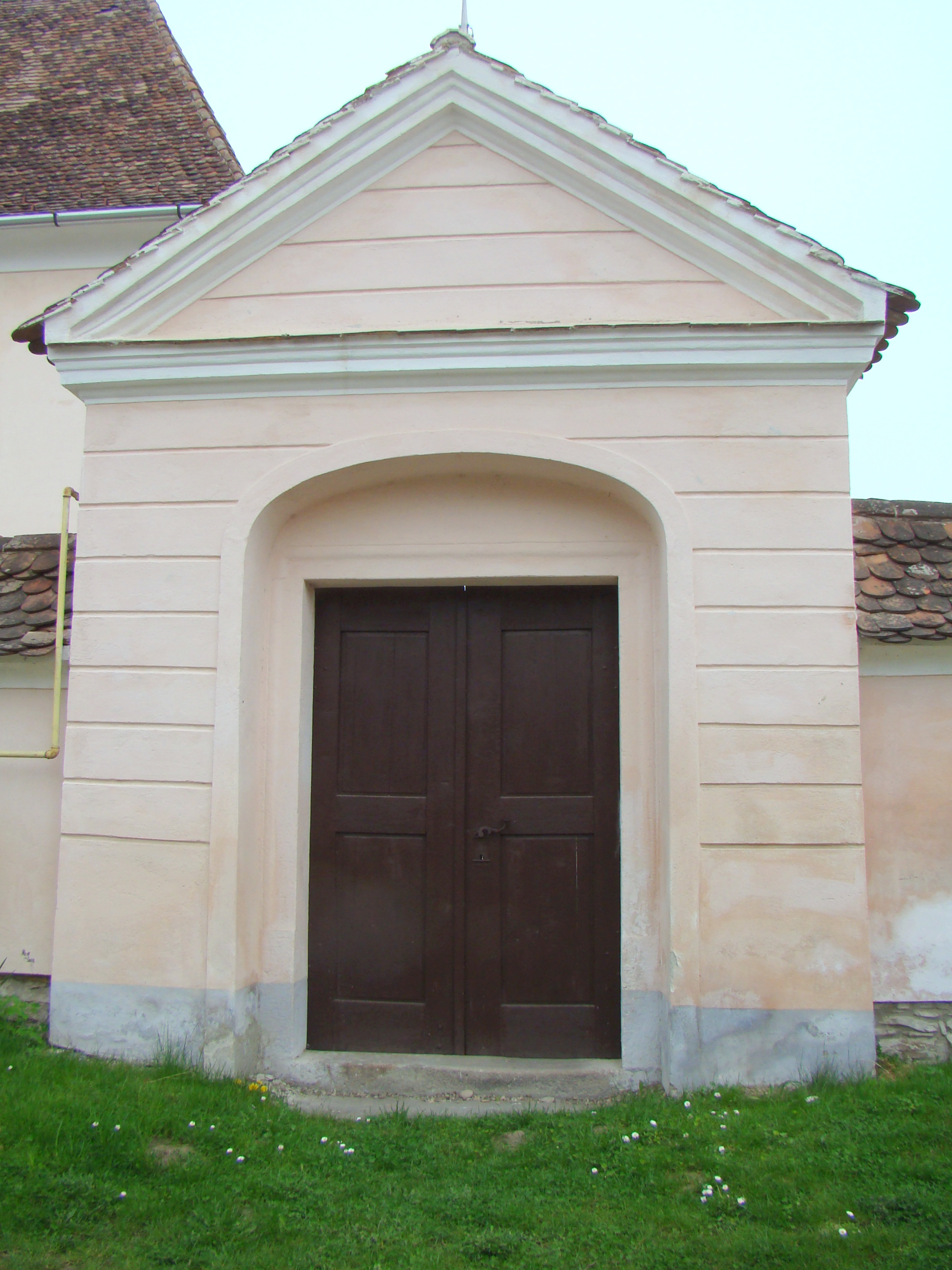
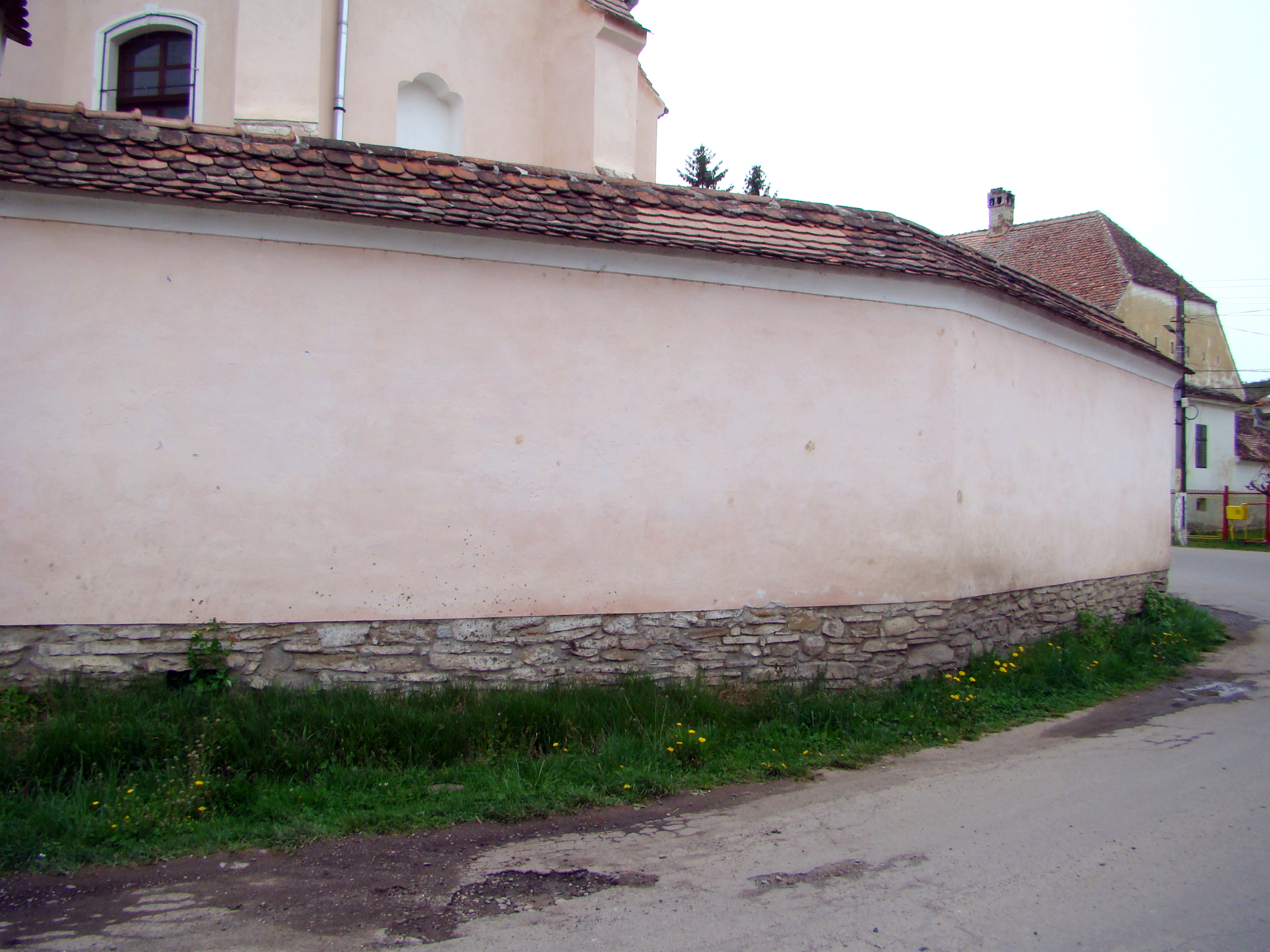
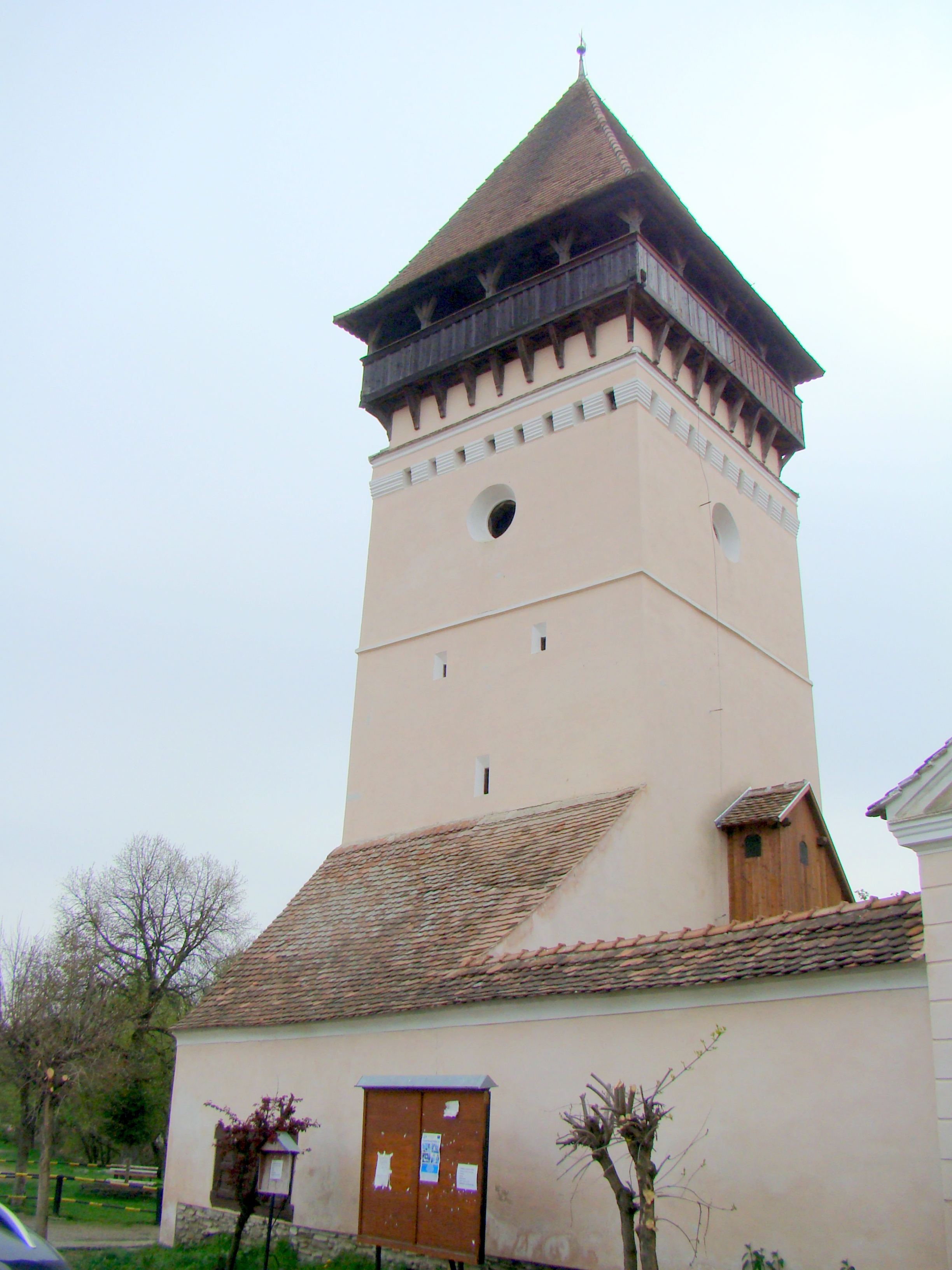
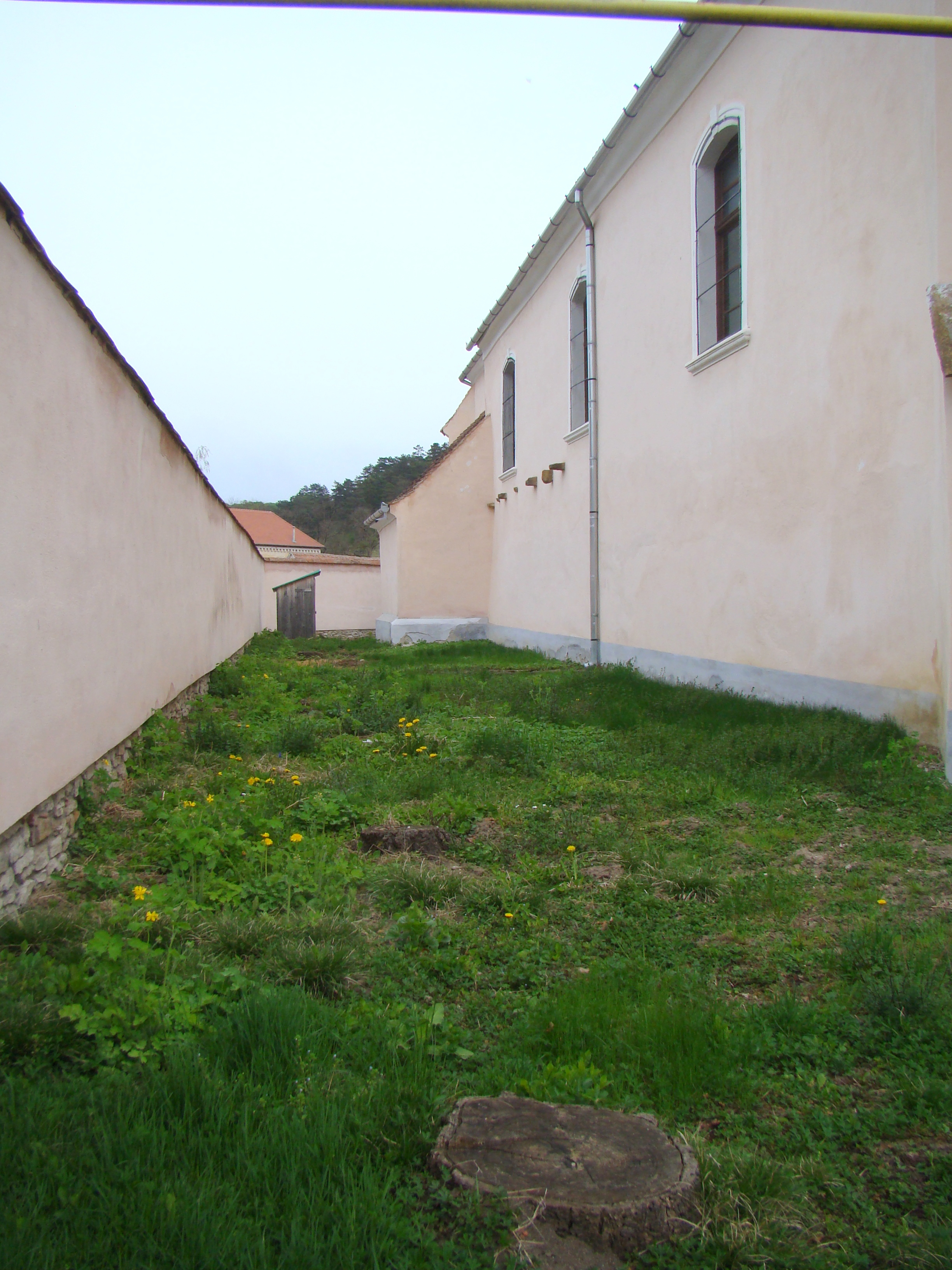
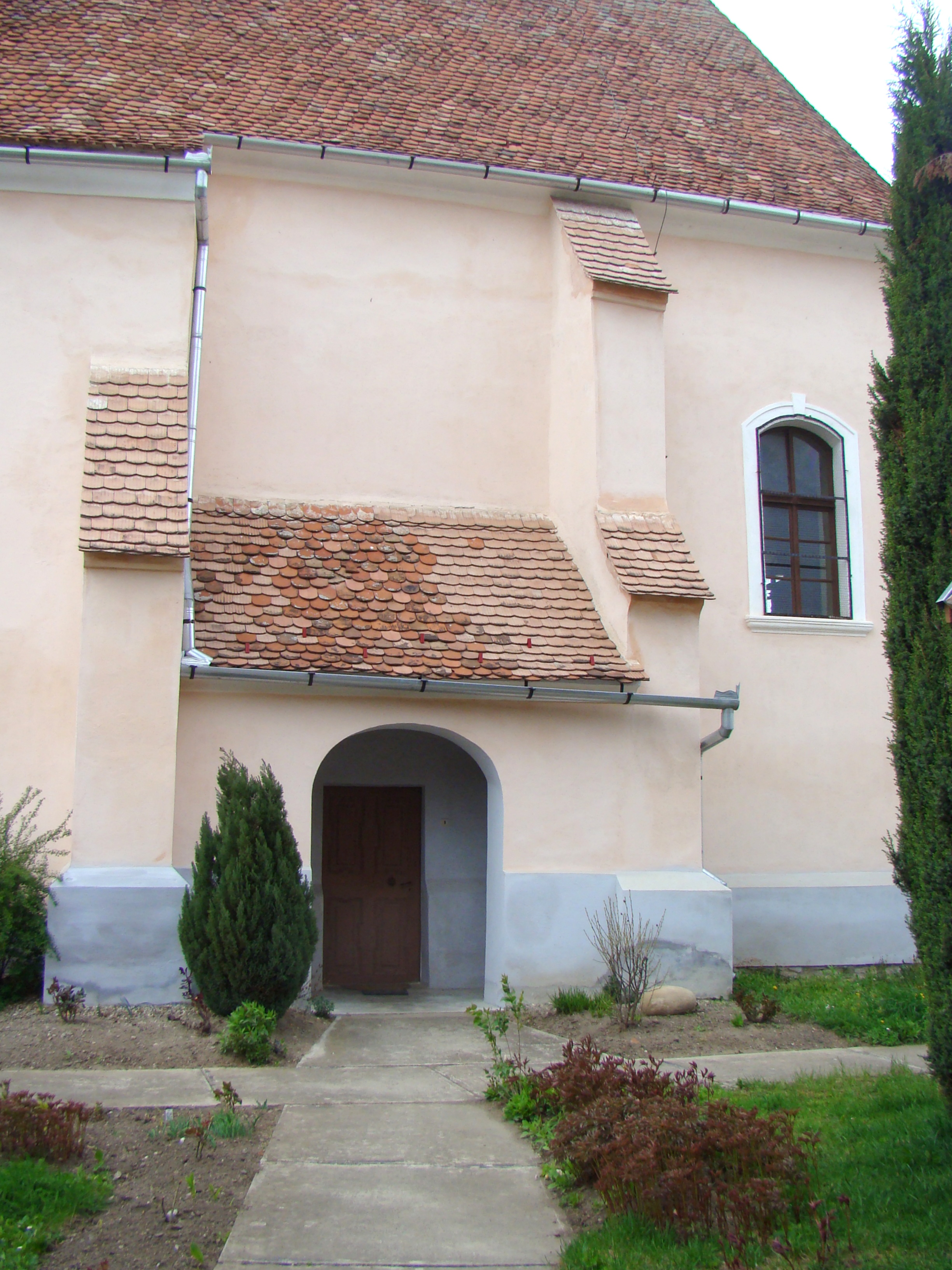
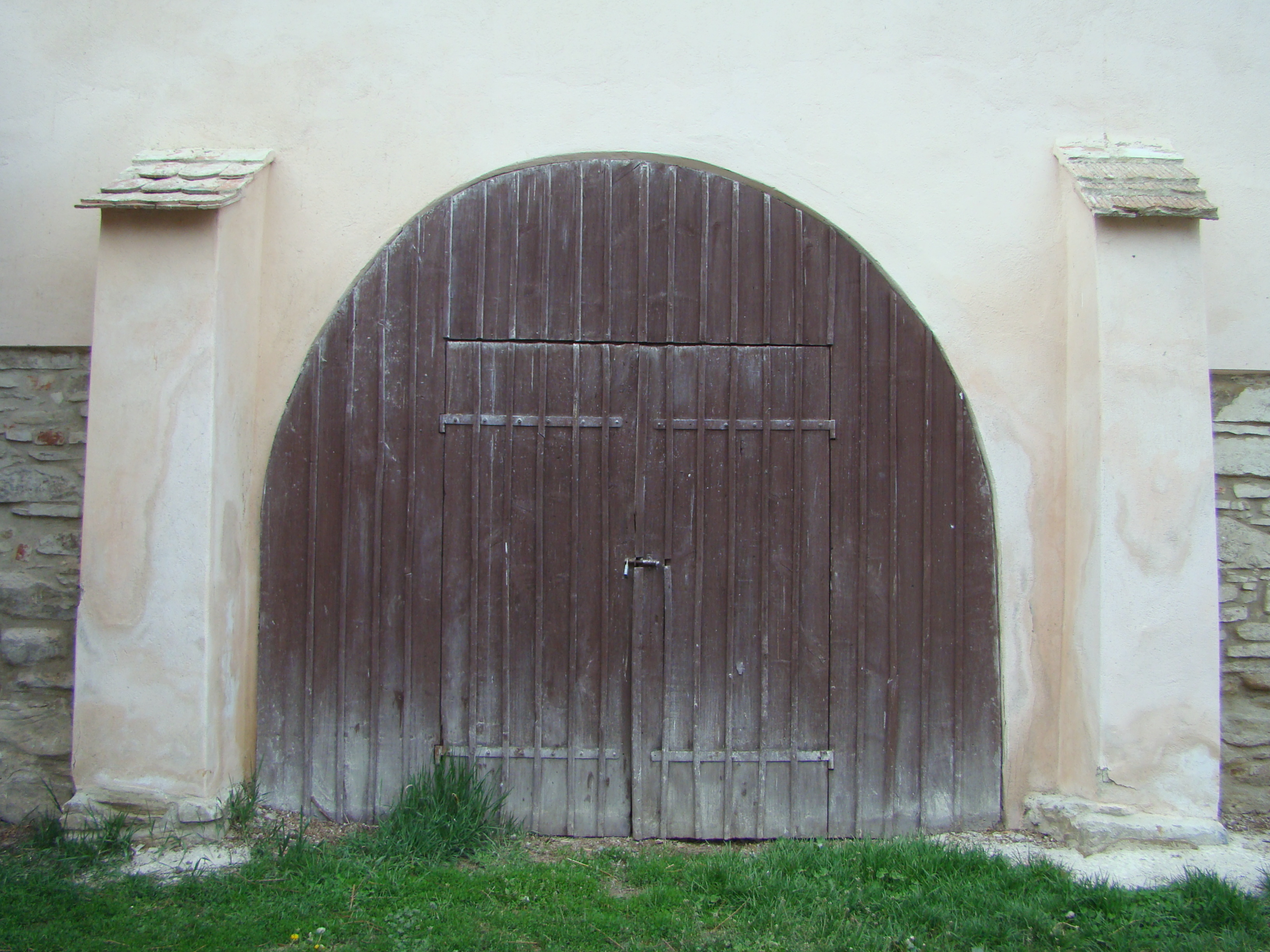
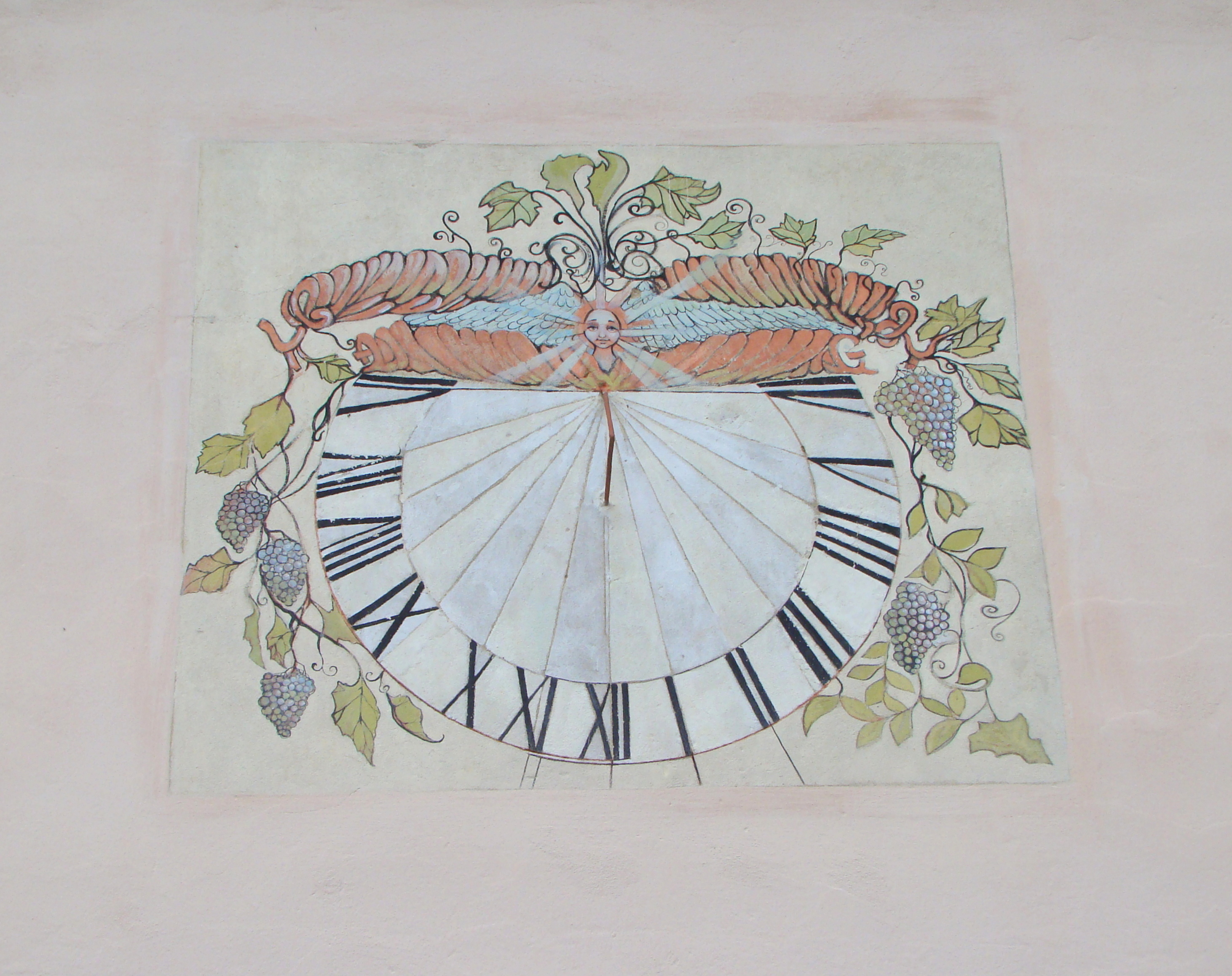
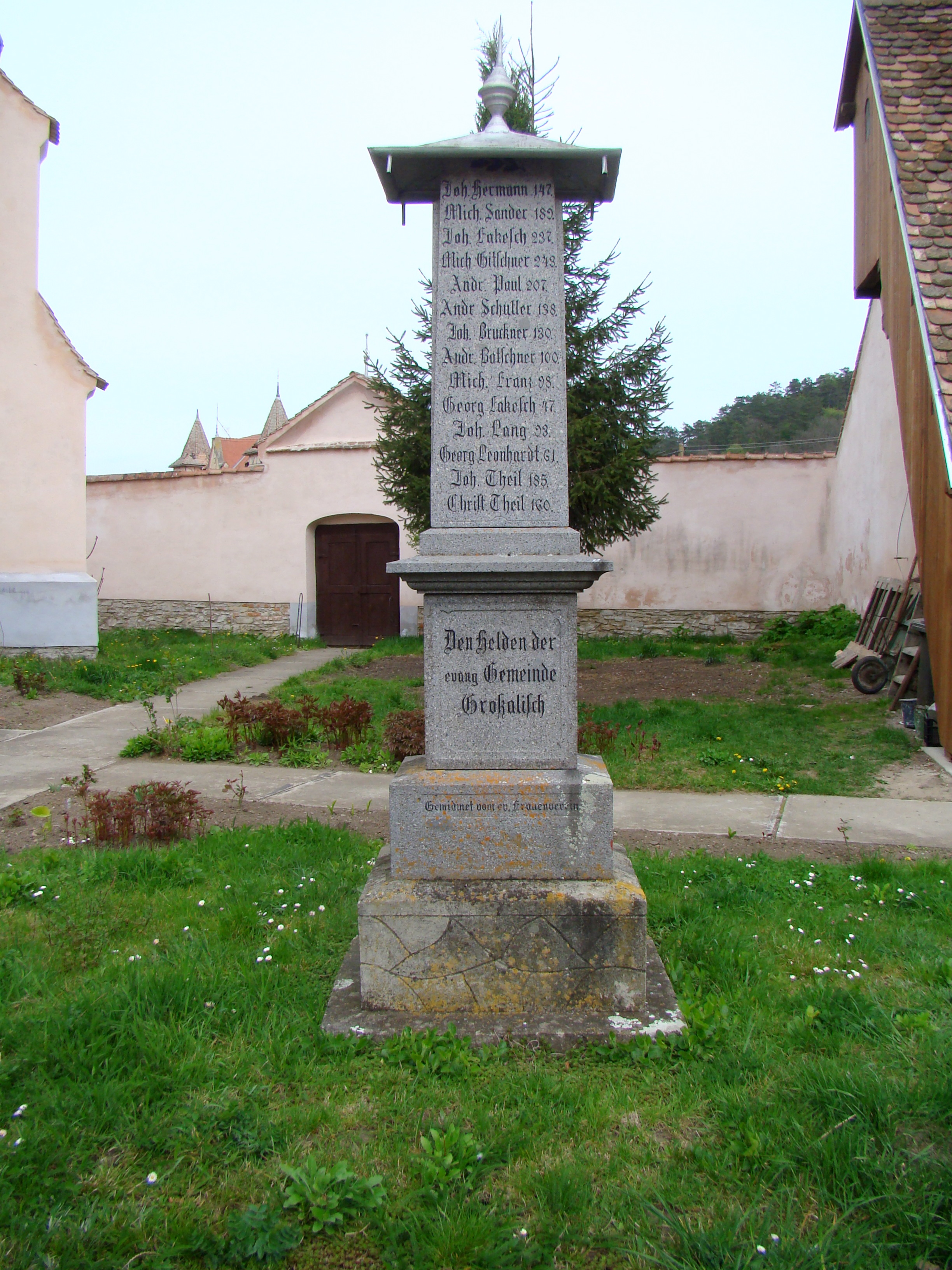
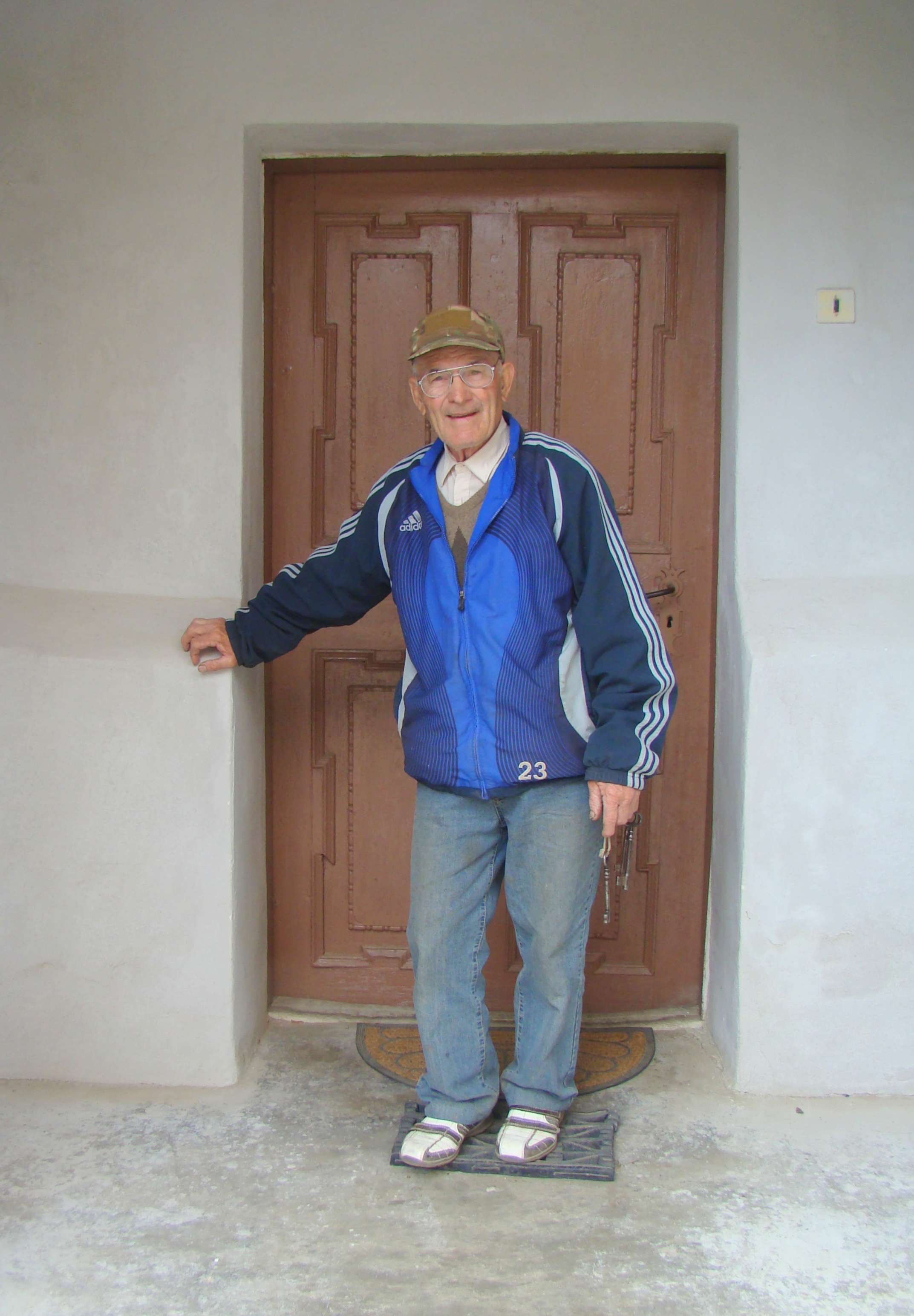
Clopotarul bisericii evanghelice din Seleușu Mare: Alfred Kuttes

## Imagini din interior

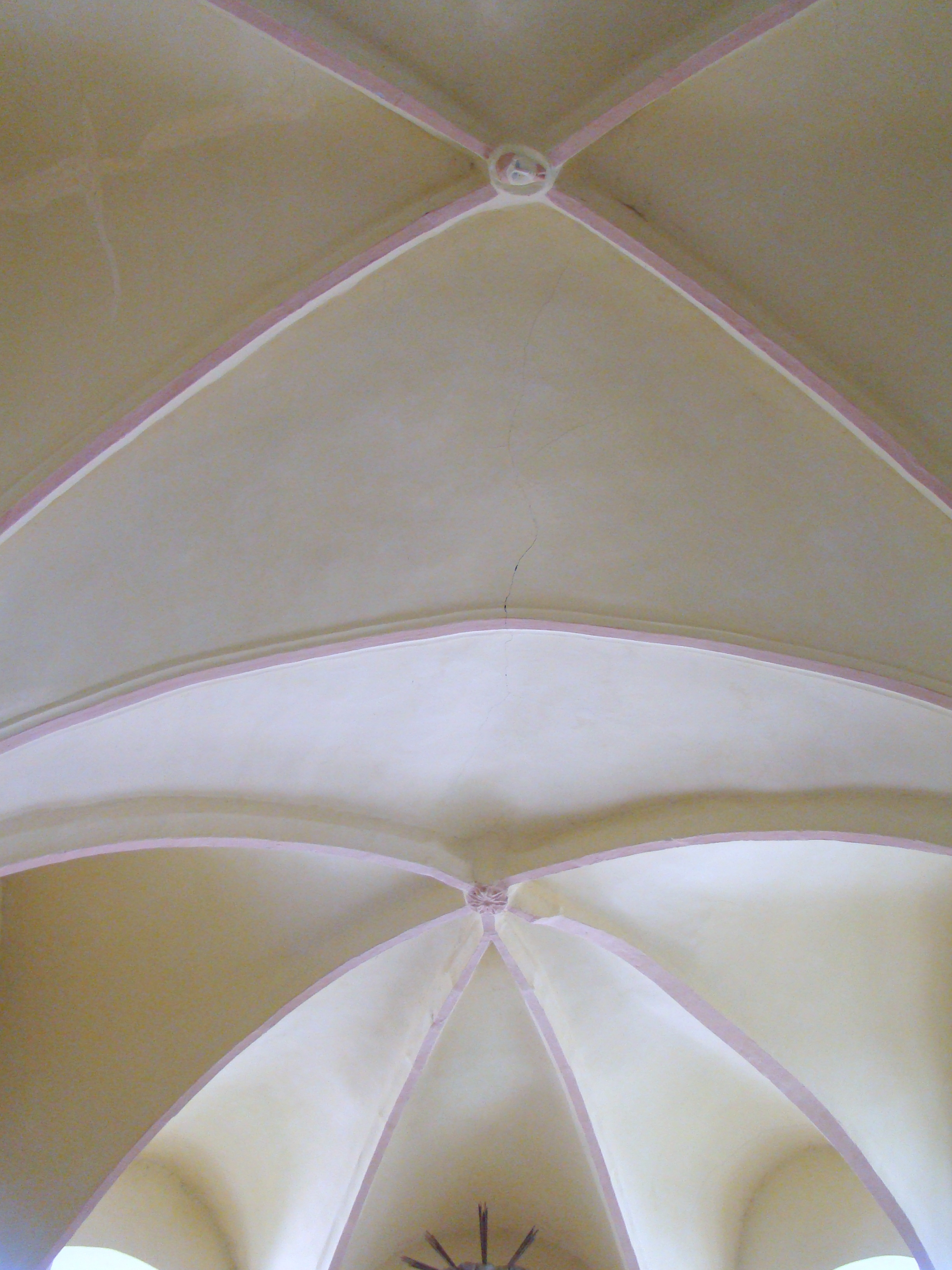
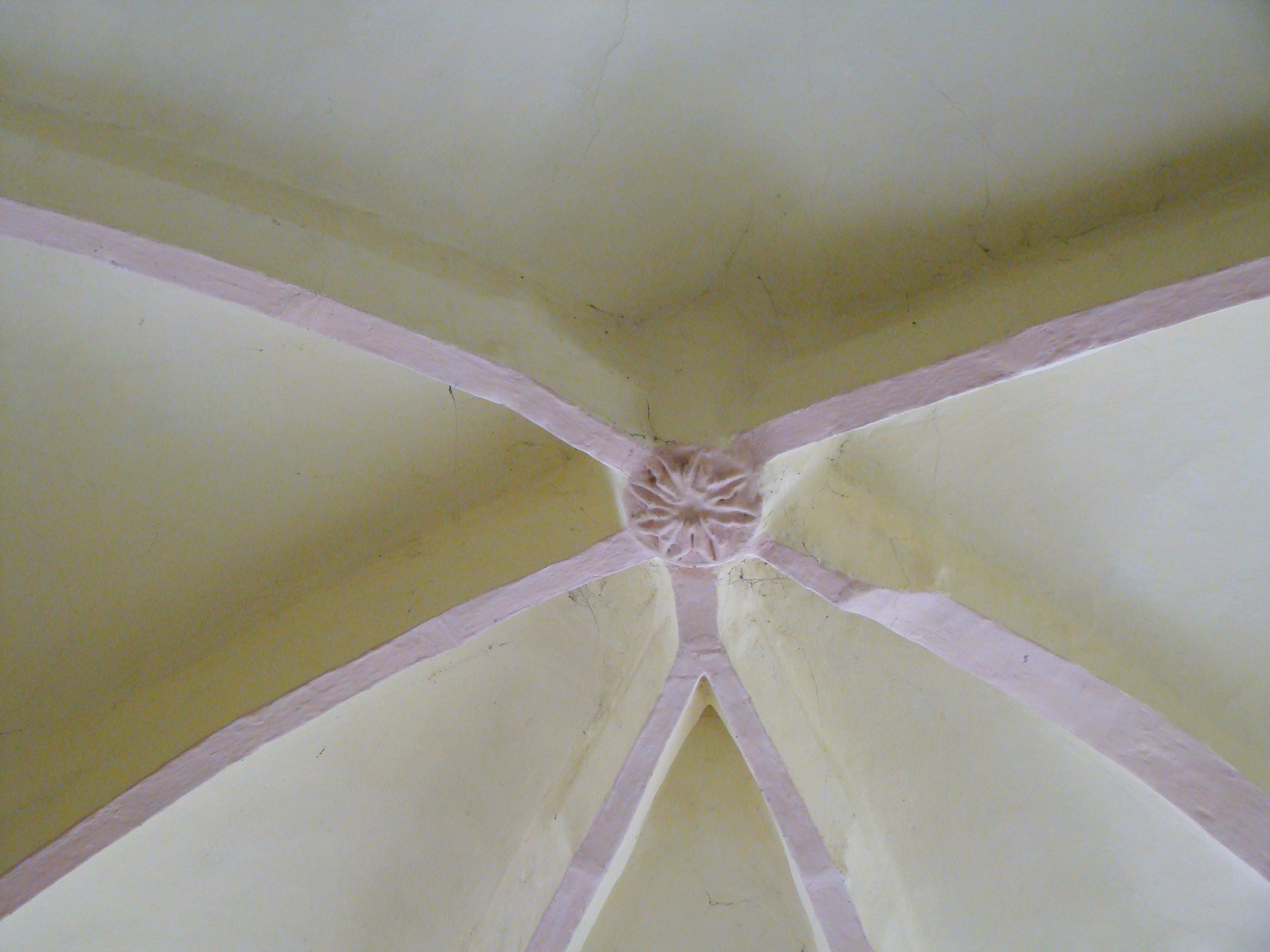
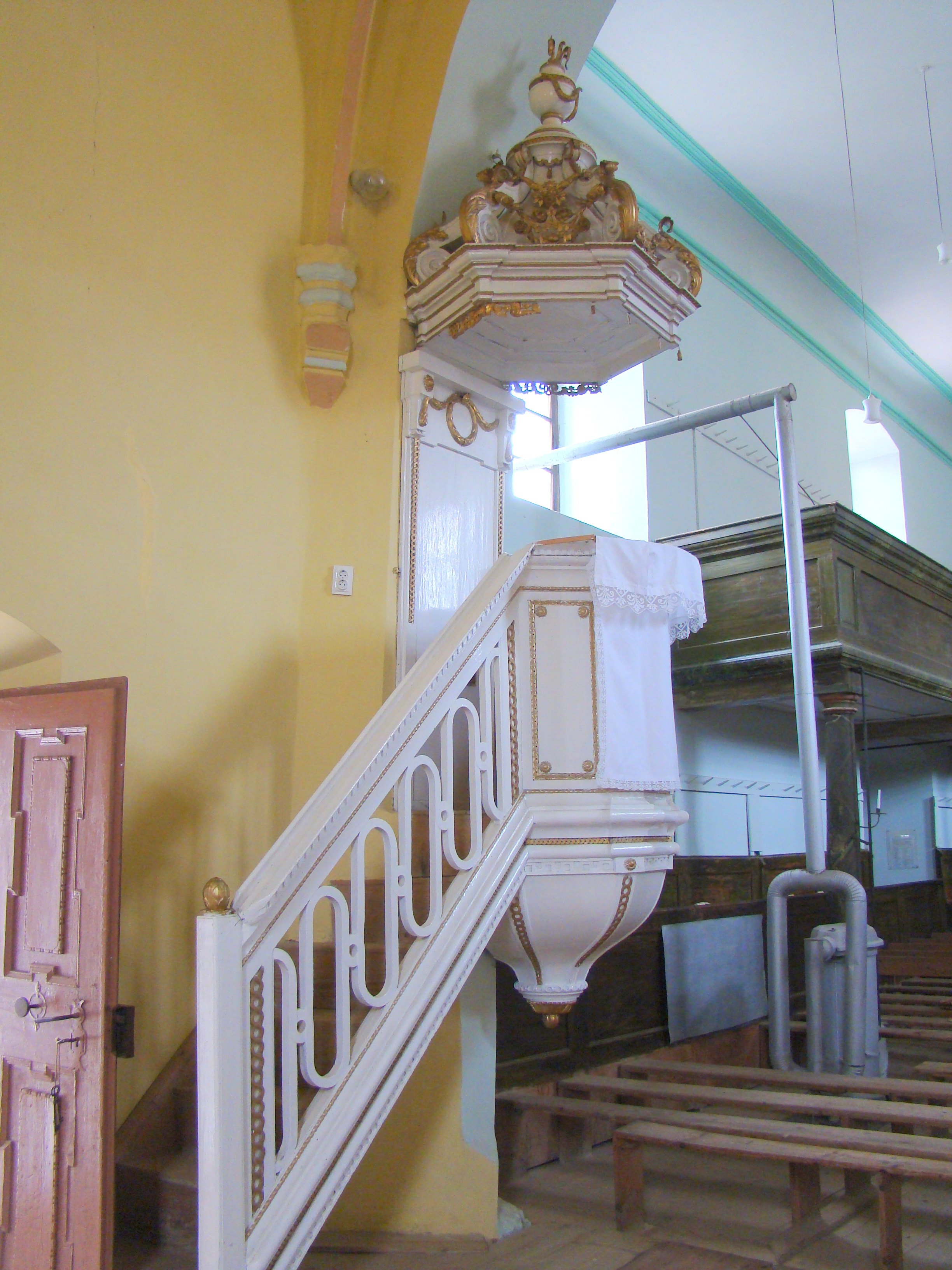
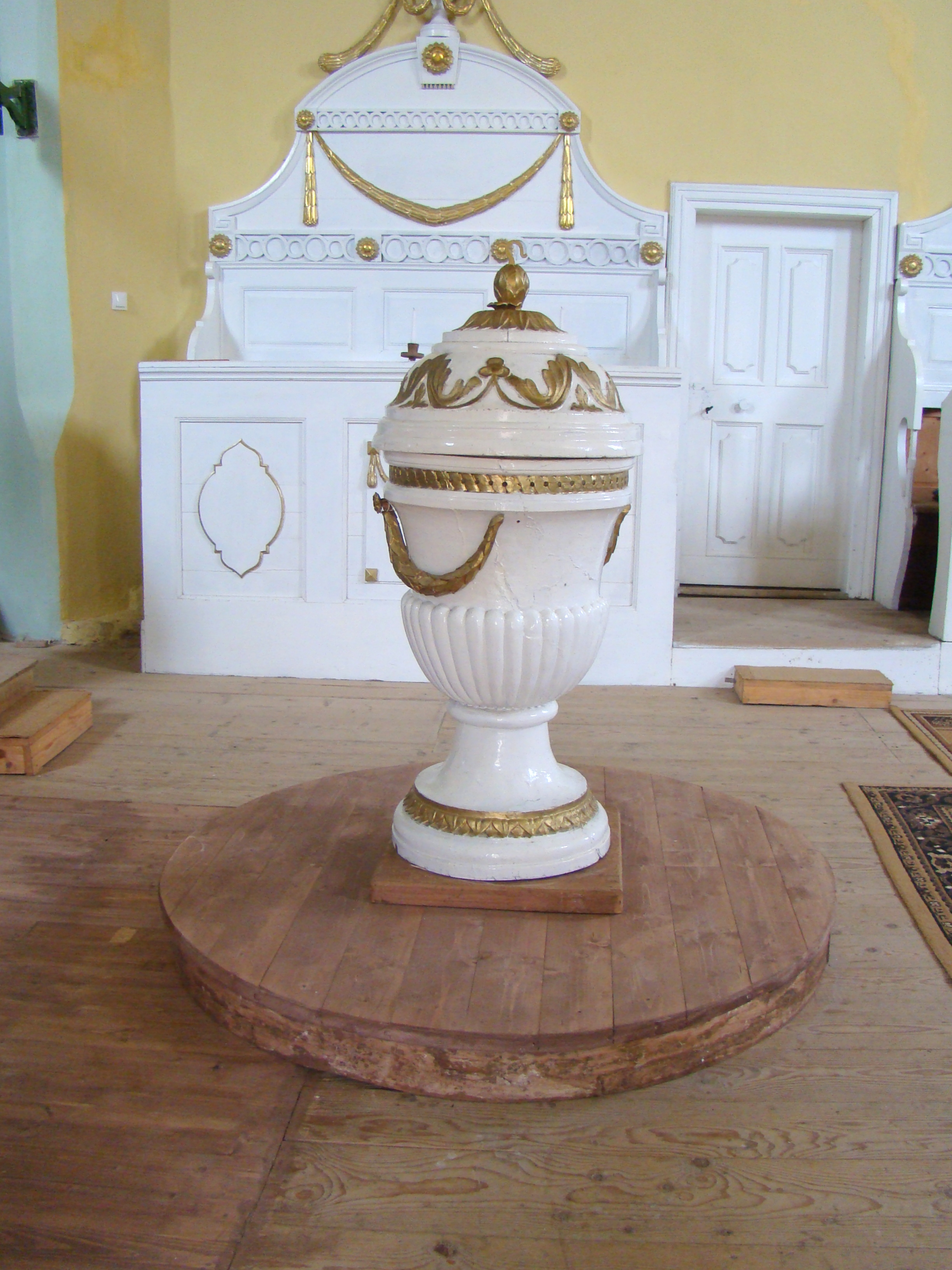
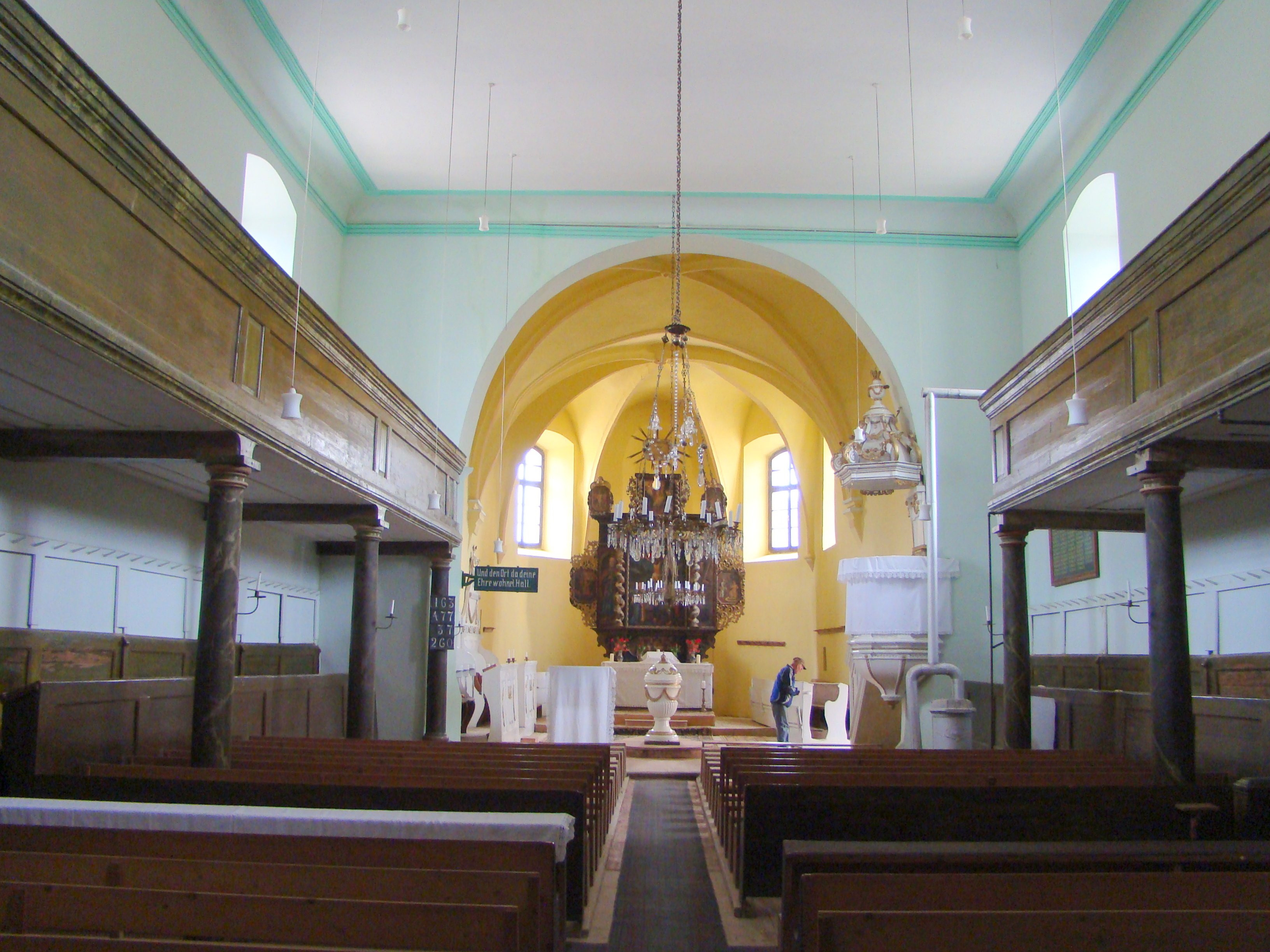
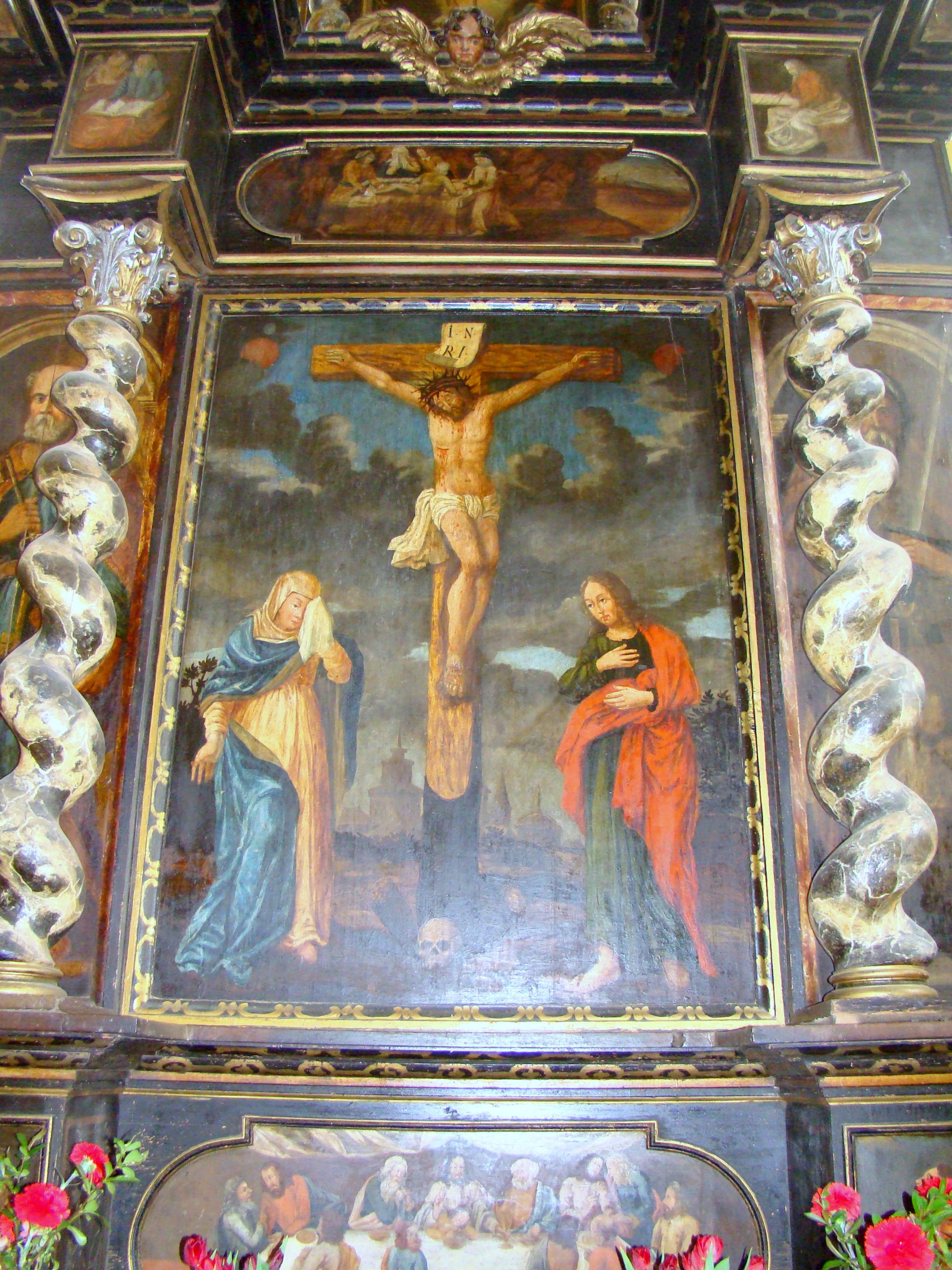
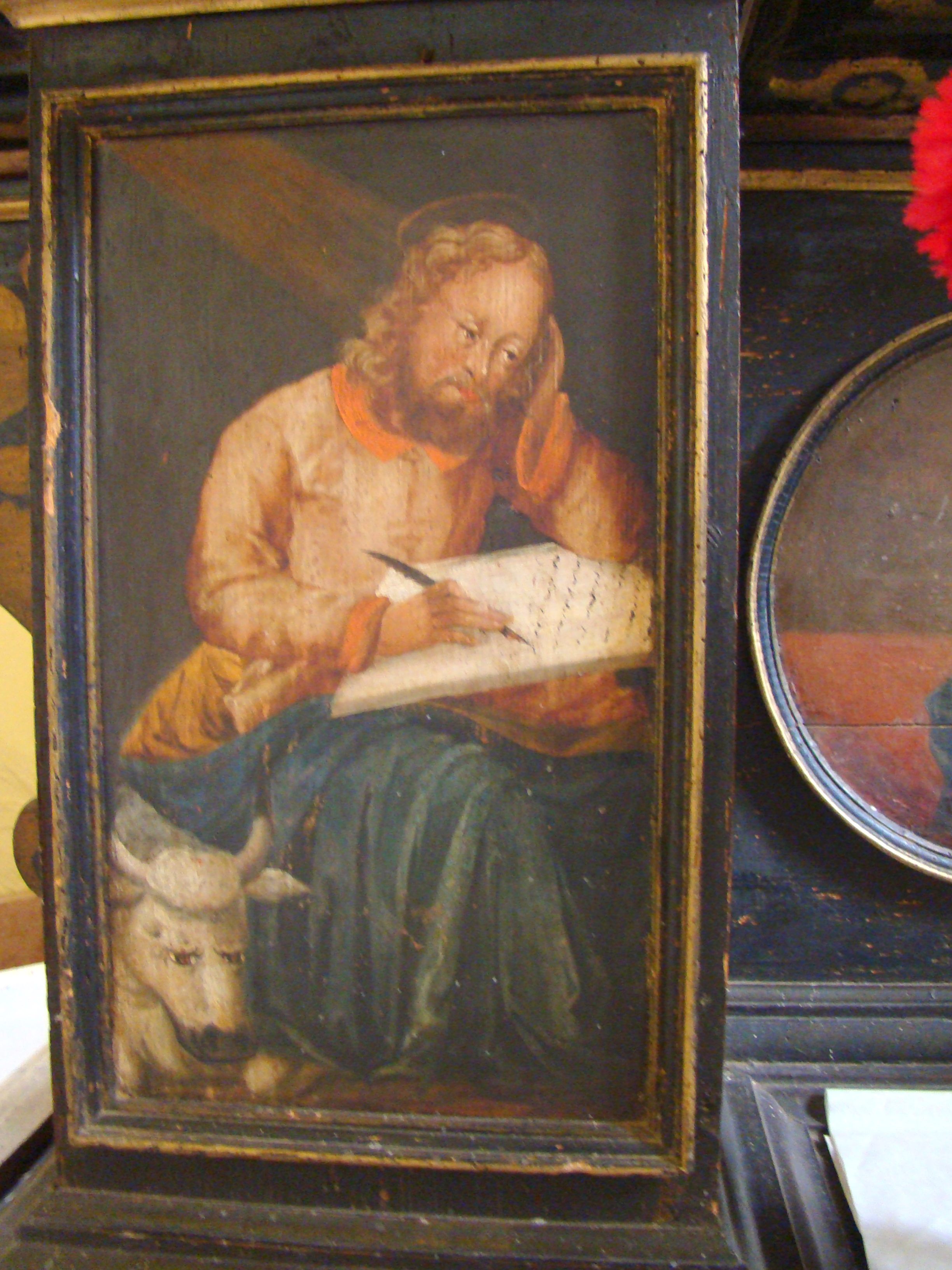
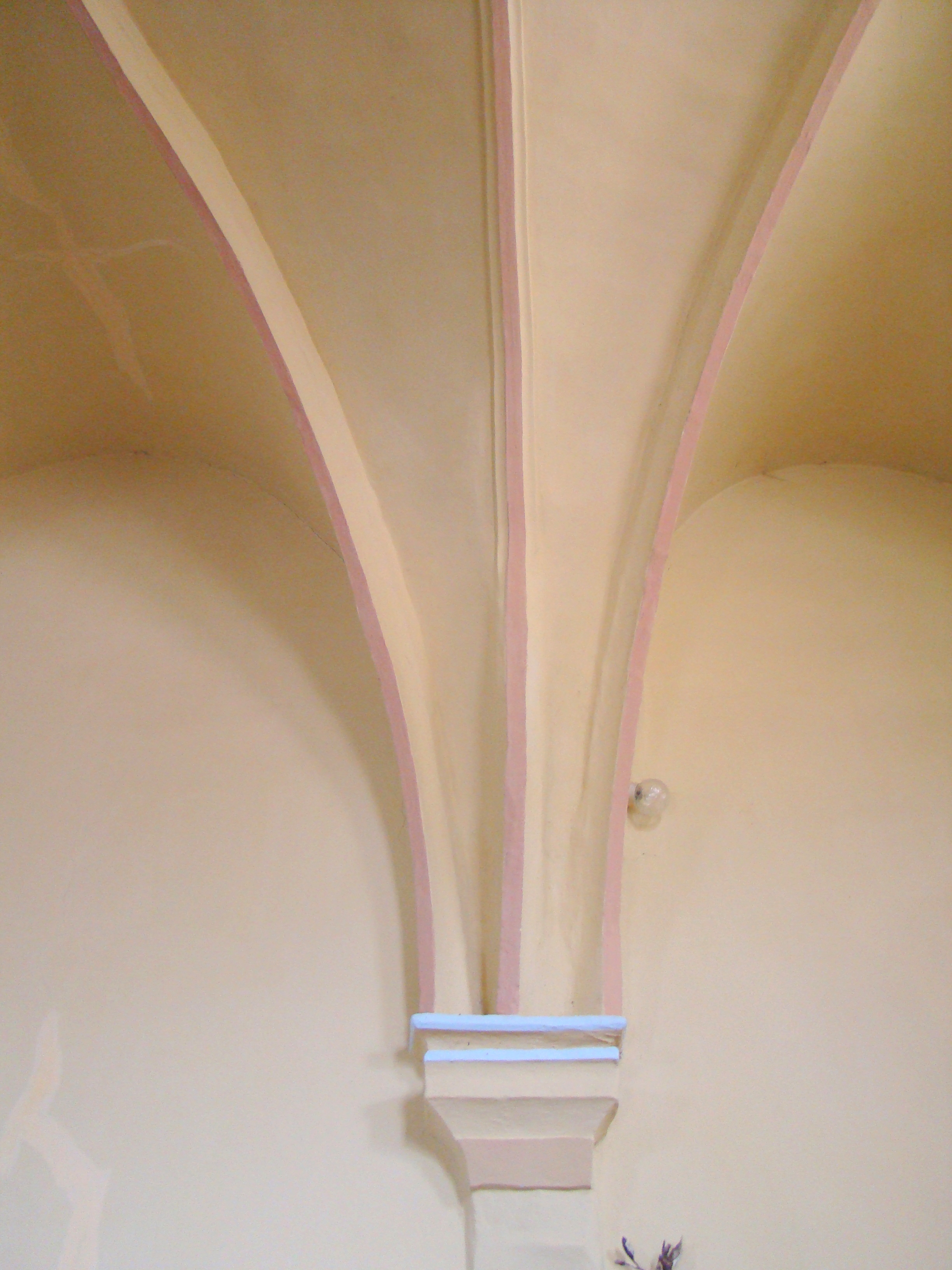
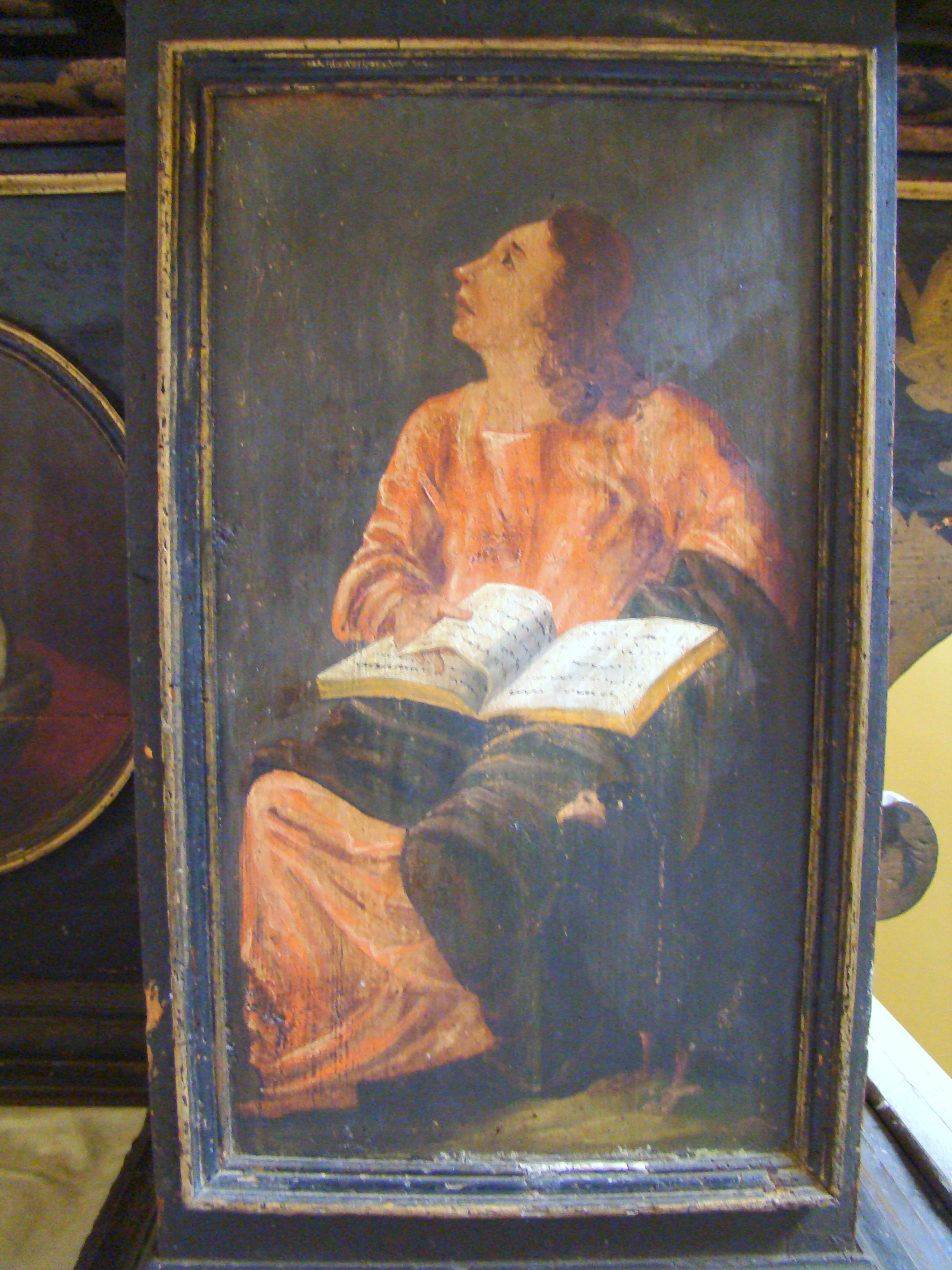
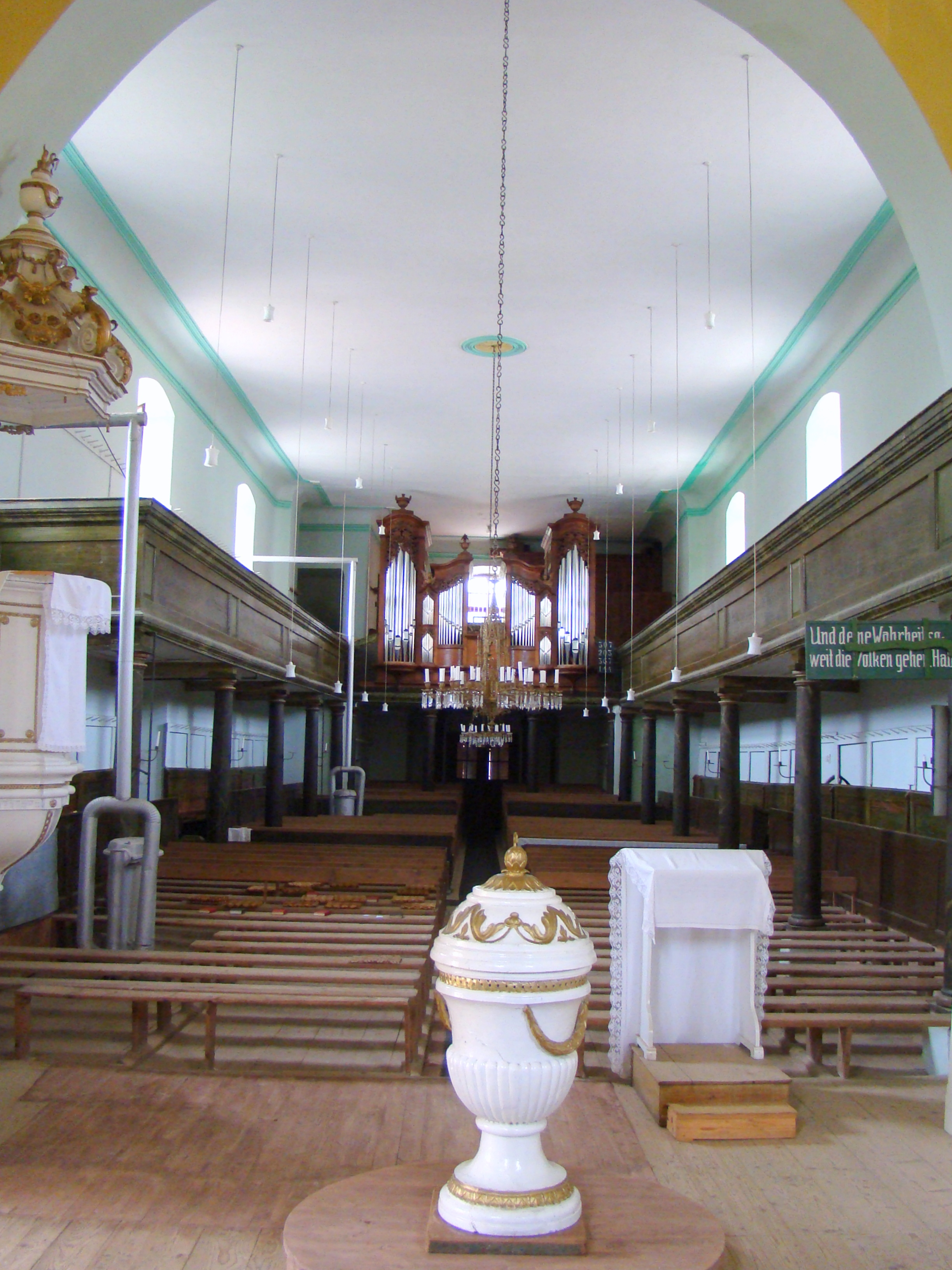
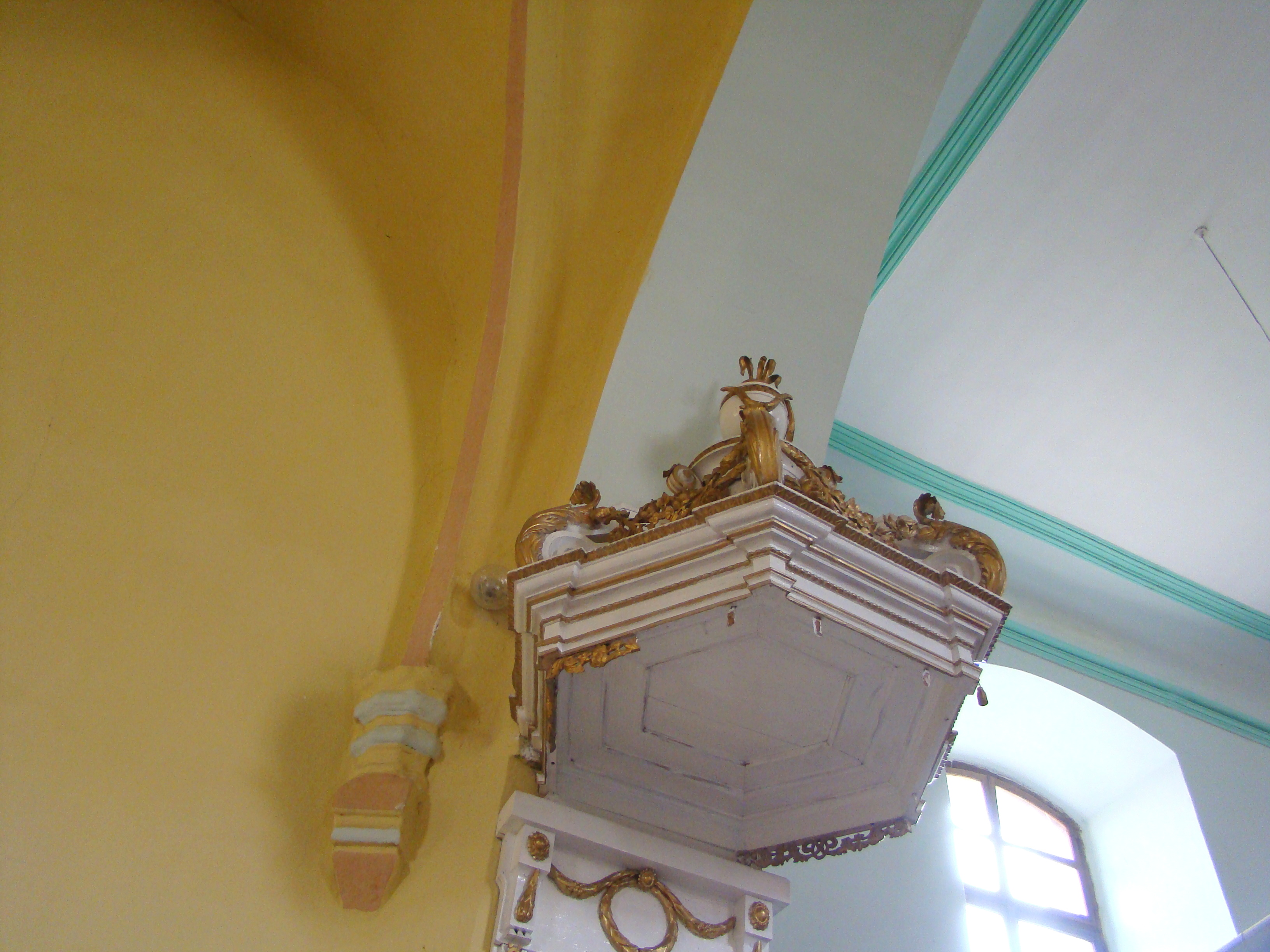
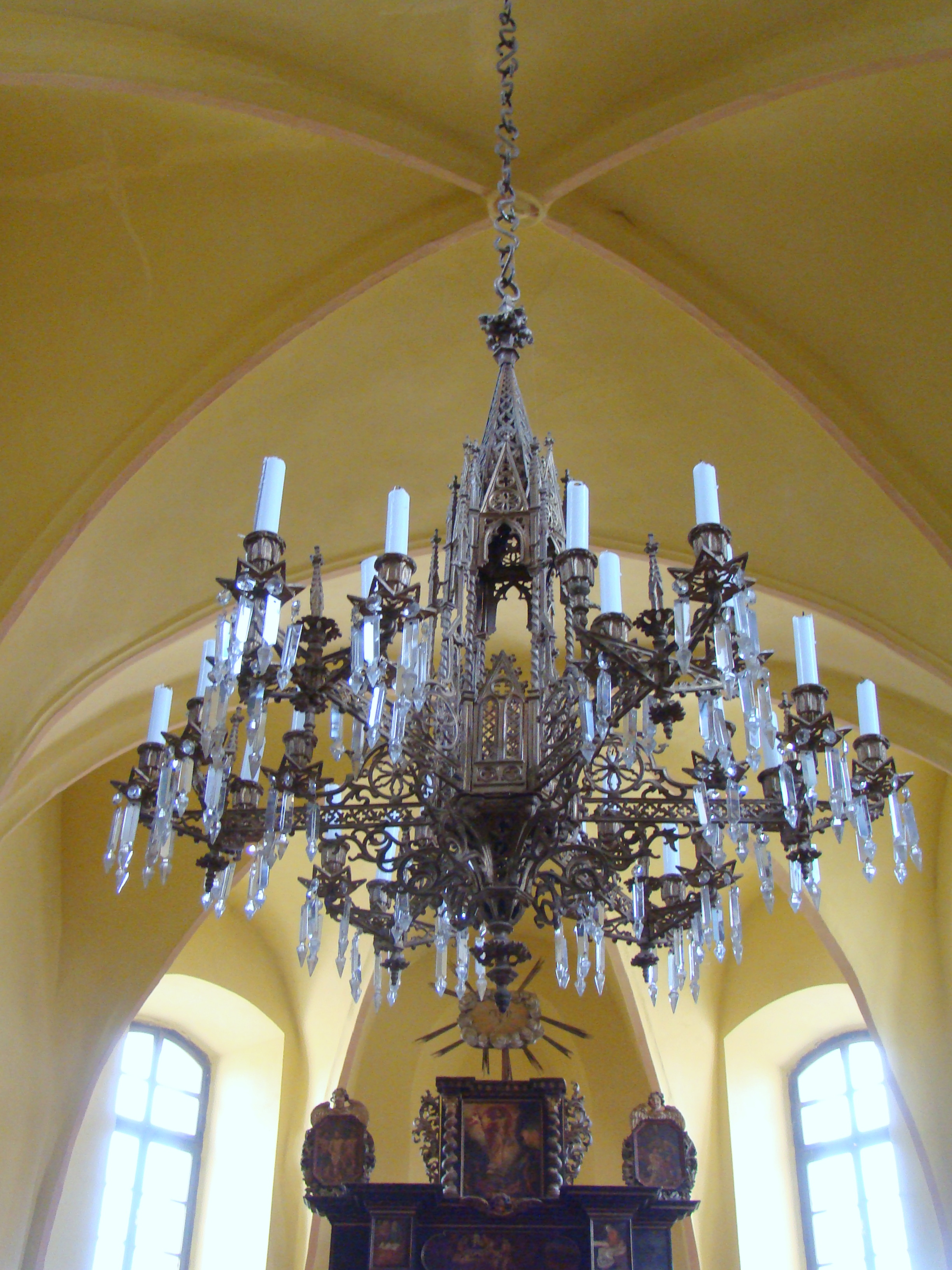
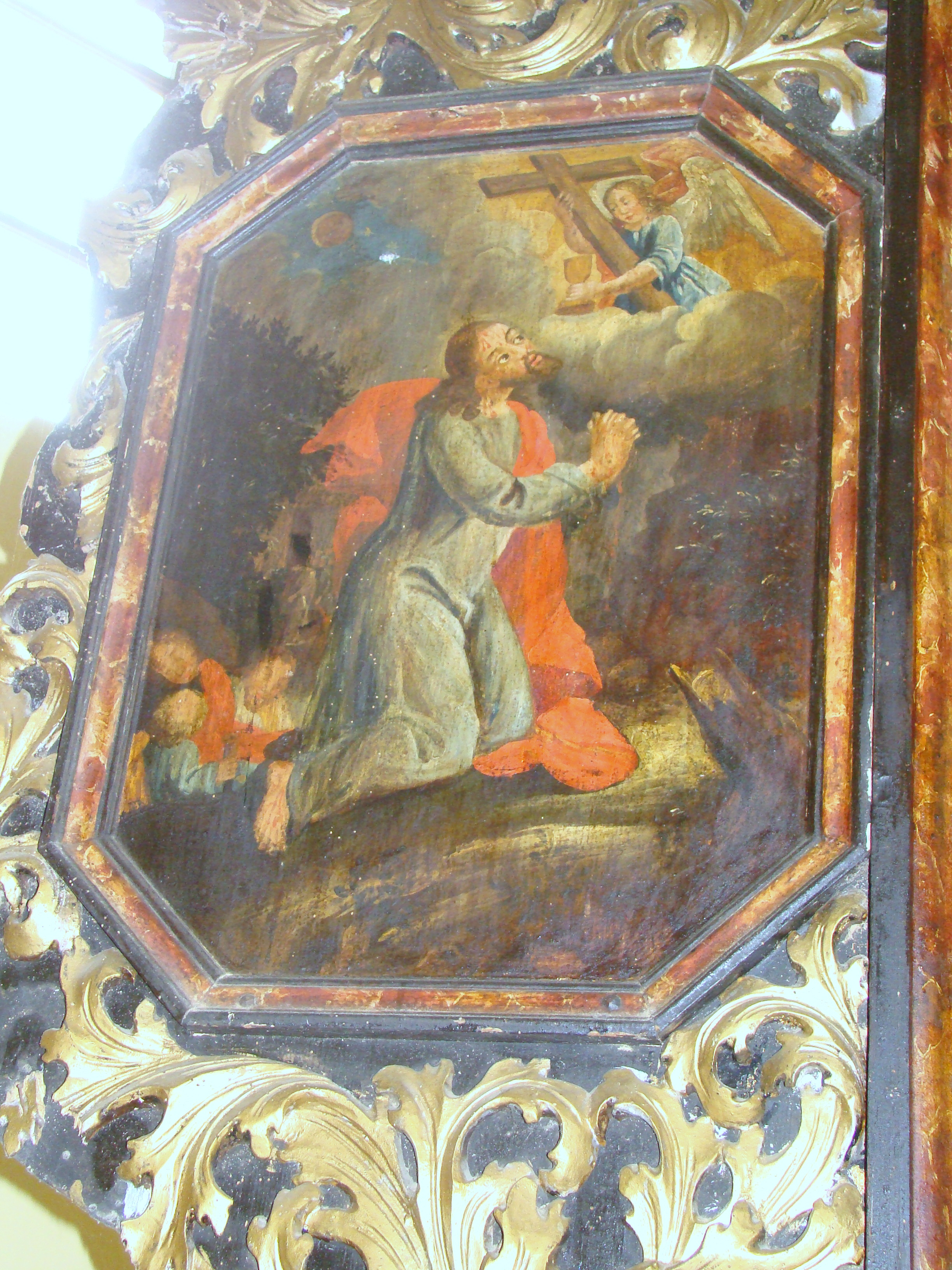
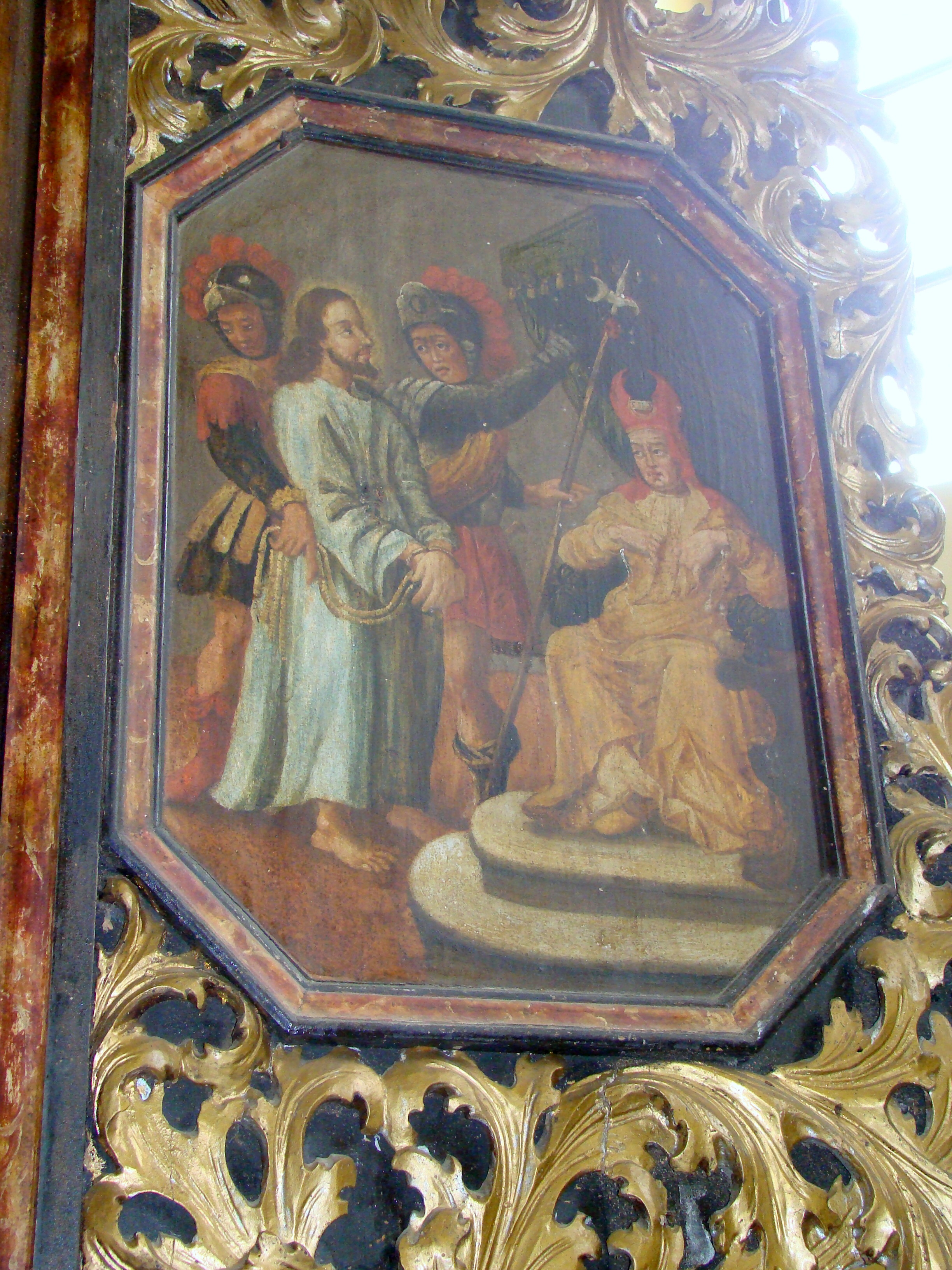
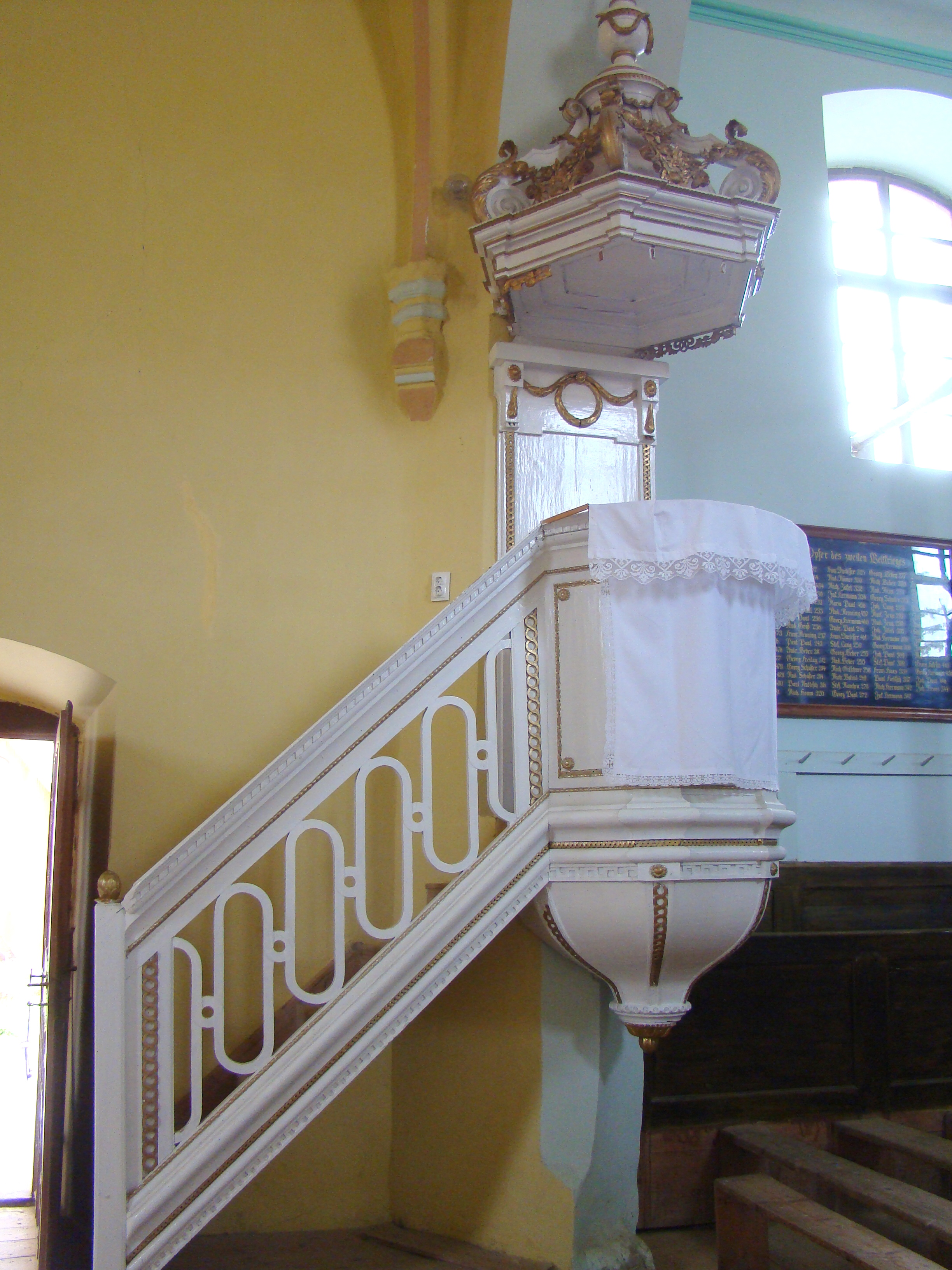
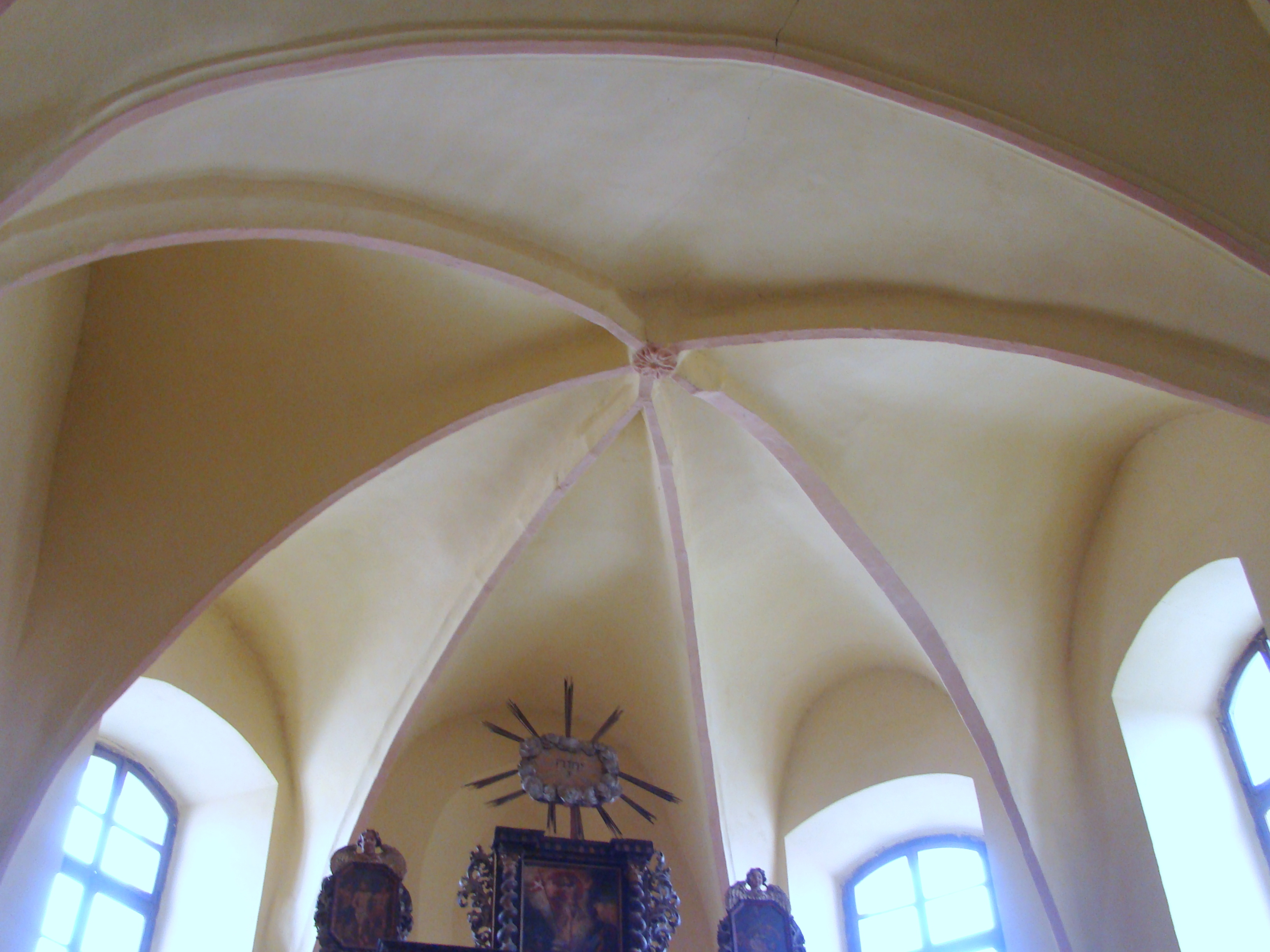
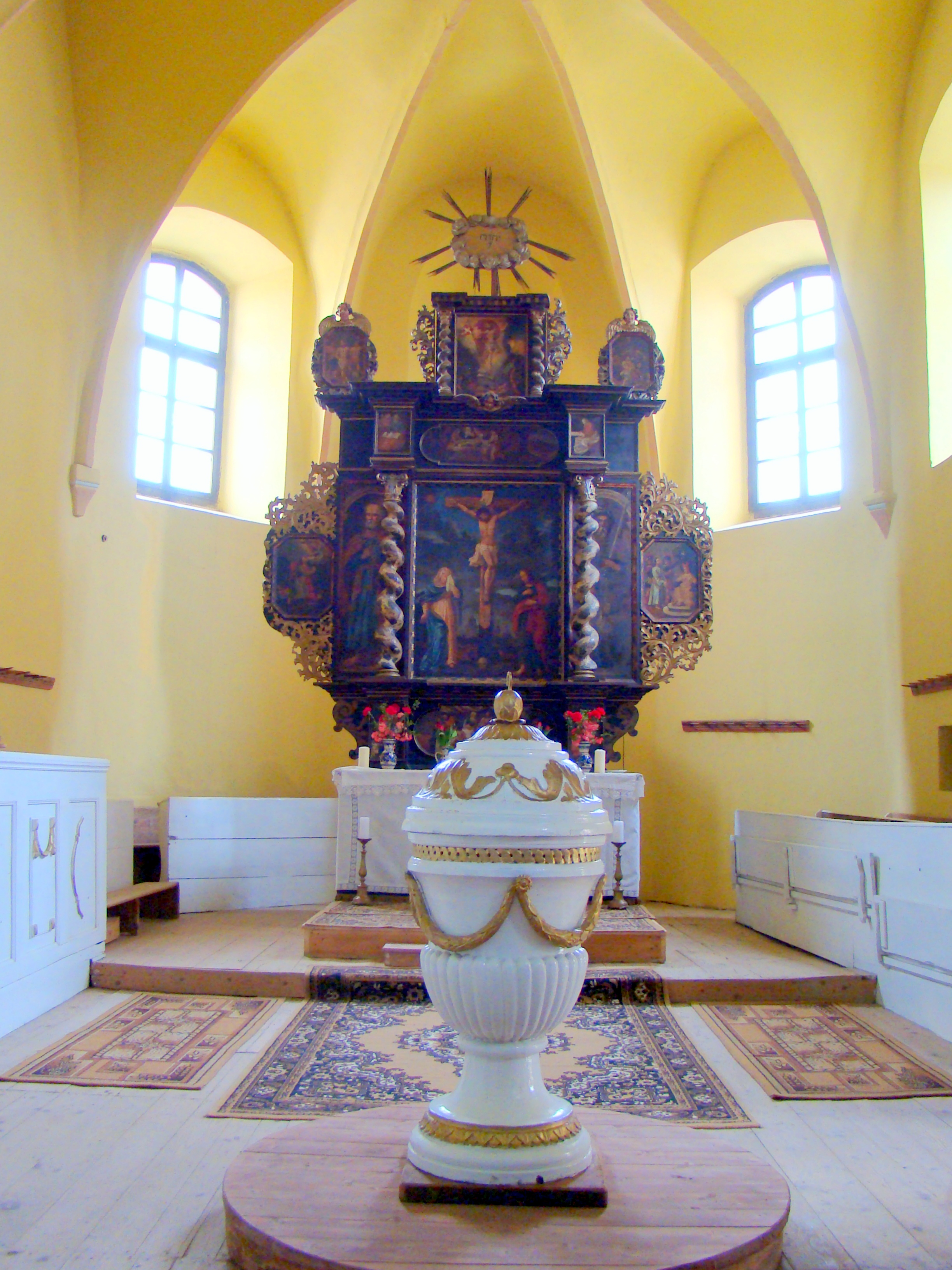
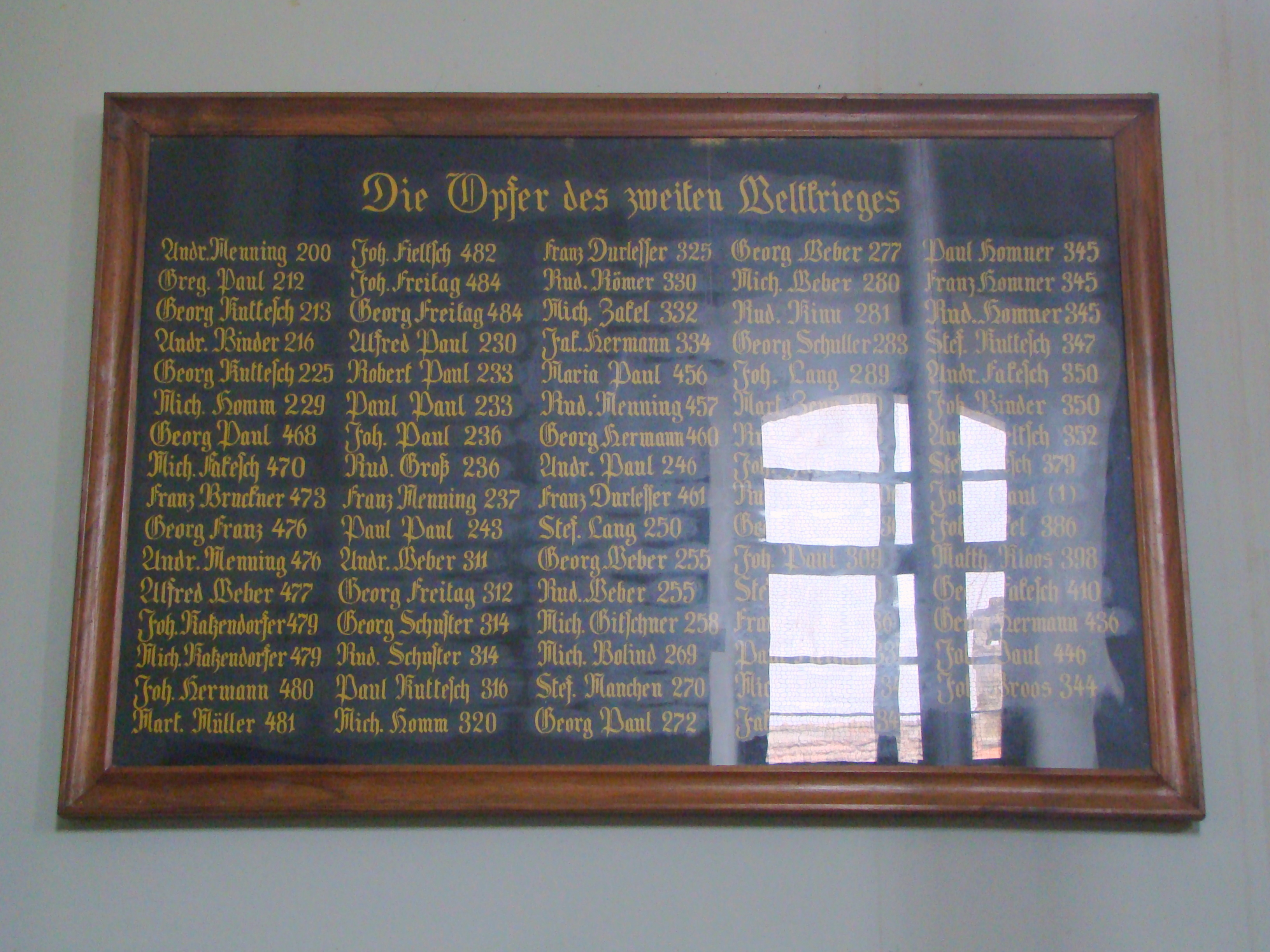